# 推理小説
- 小説 > 推理小説
- ミステリ > 推理小説

推理小説（すいりしょうせつ）は、小説のジャンルのひとつ。主として殺人・盗難・誘拐・詐欺等なんらかの事件・犯罪の発生と、その合理的な解決へ向けての経過を描くもの。小説以外にも漫画やアニメ、映画やドラマ、ゲームなどさまざまなメディアに展開されるミステリーというジャンルの元になった。

## 概要
「推理小説」という名称は、木々高太郎が雄鶏社にて『推理小説叢書』を監修した際、1946年5月刊行の第1回配本の後記で初めて用いた（後述）。このほか探偵小説（たんていしょうせつ）、ミステリー小説（ミステリーしょうせつ）という呼び名もあるが、前者の名称は「偵」の字が1946年11月から当用漢字制限を受けたためにあまり用いられなくなった。犯罪小説、サスペンス小説と重なる部分もあるが、完全に同義という訳ではない。

## 誕生と発展

### 推理小説誕生の前提となる社会状況
世界初の推理小説は、一般的にはエドガー・アラン・ポーの短編小説『モルグ街の殺人』（1841年）であるといわれる。しかしチャールズ・ディケンズもポーに先立ち、同年1月から連載を開始した半推理・半犯罪小説の『バーナビー・ラッジ』（1841年）を書いている他、100年ほど前に書かれたヴォルテールの『ザディグ』（1747年）の一編「王妃の犬と国王の馬」も推理に重きが置かれている。さらには『カンタベリー物語』、『デカメロン』、聖書外典『ダニエル書補遺』の「ベルと竜」などにも推理小説のような話が収録されており、どこに端を発するかという議論は尽きない。
ただ、確実に言えるのは、1830年代のイギリスに警察制度が整い、犯罪に対する新しい感覚が生まれたということである。この頃一世を風靡した『ニューゲイト小説』（英語版）は、ニューゲート監獄の発行した犯罪の記録『ニューゲート・カレンダー』を元に書かれた犯罪小説であり、後の近代推理小説が生まれる基盤を作ったと言える。
権利と義務の体系が整い、司法制度や基本的人権がある程度確立した社会であることも、推理小説に欠かせない要素であろう。
推理小説というジャンルにとって警察組織の存在は大きい。法を手に犯罪者を捕らえる新しい形のヒーローが誕生したからである。その裏側には、急速に都市化が進むイギリスで、一般市民が都市の暗黒部に対し抱く不安が高まっていた、という歴史的事実がある。そして都市化に伴うストレスのはけ口として、「殺人事件」という素材の非日常性が必要とされていたという見方もある。

### 発展とメディアの越境
推理小説が誕生した後、様々なアイデアが生み出されてきた。そして下記に挙げられるようなミステリにおける「基礎・応用などの土台」が作られたのである。また、科学・医学が進歩するにつれて、それらの知識を用いたトリックなどが次々と考え出された。
また、ミステリの手法は小説にとどまらず、映画・ドラマ・舞台・漫画・ゲームなど多様なメディアに波及してきた。

## 歴史

### ポー以前
『モルグ街の殺人』以前にも推理要素を含む文学は存在していた。

#### 旧約・新約聖書
『旧約聖書』「列王記略上」第3章にはソロモン王が裁判で名判決を下す話があり、聖書外典『ダニエル書補遺』にも「スザナの物語」「ベルと竜」のようなミステリ仕立ての説話が含まれている。

#### 古典文学
ウェルギリウスの『アエネーイス』には、ギリシャ神話の英雄ソクラテスが、盗賊カークスに盗まれた牛を、偽の手がかりを回避しながら見事に探し出す挿話がある。
また、『カンタベリー物語』、『デカメロン』、ヘロドトスの『歴史』などにも推理小説のような話がある。

#### アラビアン・ナイト
最古の例の探偵小説：『千夜一夜物語』の「3つの林檎の物語」 (The Three Apples) である。

#### ポー以前の西洋文学
ミゲル・デ・セルバンテスの『ドン・キホーテ』（1605年）には、債権者と債務者の言い分のどちらが正しいかサンチョ・パンサが裁判長として名判決を下すエピソードがある。
ヴォルテールの『ザディグ』（1747年）の一編「王妃の犬と国王の馬」も推理に重きが置かれている。ボーマルシェ『セヴィリアの理髪師』（1775年）には、謎解き推理小説の要素が含まれる。
ヴィドックの『回想録』（1823年）はポーのデュパン探偵ものに影響を与えた。大デュマ『ポール船長』（1838年）は冒険ミステリの色彩が強く、のちのドイルの一連の海洋奇談ものにも通じる。

### 欧米

#### 推理小説の誕生
1841年、アメリカのエドガー・アラン・ポーが発表した短編『モルグ街の殺人』が推理小説の始まりだとされる。チャールズ・ディケンズの『バーナビー・ラッジ』も純粋な推理小説ではないが、作中にミステリー要素がある。未完に終わったディケンズ晩年の『エドウィン・ドルードの謎』は、のちに多くの作家が「解決編」の作成を試みている。
1866年、エミール・ガボリオは仏訳されたポーの作品群に影響を受け、世界最初の長編推理小説『ルルージュ事件』を発表。
イギリスではウィルキー・コリンズが、1860年にスリラーの大長編『白衣（びゃくえ）の女』、1862年には謎をテーマにし、ミステリに近い長編『無名（ノーネイム）』を出版した。そして1868年に、「英語で書かれた初の長編推理小説」（200ページ余のチャールズ・フェリックス『ノッティング・ヒルの謎』を、中編でなく短めの長編とするならこちらのほうが早い）といわれる『月長石（月神の宝石）』 を発表している。
1878年、アンナ・キャサリン・グリーンは、処女長編『リーヴェンワース事件』を出版、世界で初めて長編推理小説を書いた女性と言われている。また、ヴァイオレット・ストレンジというフィクションにおける「世界初の女探偵」（世界初の女刑事はバロネス・オルツィ（オルツィ女男爵）が創造したレディ・モリー）が活躍する短編集でも知られる。
1882年、リチャード・ストックトンは、『女か虎か』を発表し反響を呼ぶ。物語中に謎が提示され、解決は読者に委ねるというリドル・ストーリーの典型として有名である。他の作品に「三日月刀の促進士」などがある。
ガストン・ルルーの『黄色い部屋の秘密』は、フランスの挿絵入り新聞『イリュストラシオン』で連載され、密室ものの古典とされる。続編として『黒衣夫人の香り』が存在する。

#### 名探偵登場
ファーガス・ヒュームには質屋のジプシー女性をシリーズ・キャラクターにした『質屋のヘイガー』 (Gypsy Detective Hagar Stanley) の一連の作品群がある。ほかには、章ごとに主役や視点が変わる長編『二輪馬車の秘密』は当時の英国でベストセラーを記録した。ケネス・ウィップルは様々な雑誌に作品を発表した短編メインの作家だが、長編『鍾乳洞殺人事件』では変わり者のアーシー博士が、担当の警部を無視して勝手に捜査を進めてしまう内容で、横溝正史の『八つ墓村』に影響を与えている。また『ルーン・レイクの惨劇』では事件発生後ではなく、探偵や関係者（読者も）の目前で殺人が描かれる趣向を見せた。
キャロライン・ウェルズは処女長編『手がかり』を皮切りに、フレミング・ストーンという「シリーズものキャラクター探偵」が登場する長編ミステリを70作も出版し、「同一作家による長編への最多登場の探偵」となった。なお、法廷ものではE・S・ガードナーのペリー・メイスン弁護士シリーズが82長編で最多。ノンシリーズも含めるとジョン・ロードが140長編を超す。14のシリーズ探偵を持つジョン・クリーシー（別名 J・J・マリック John Creasey ）は、「トフ氏」シリーズ58長編、「ギデオン警視」シリーズ21長編をはじめ総計562長編。
また、ジョン・ラッセル・コリエルは、ニコラス・カーター名義で1886年に「探偵ニック・カーター」が登場する作品を、ニューヨーク・ウィークリー誌で発表。その後、多くの作家がニコラス・カーターのハウスネームでシリーズを書き続けた。100年以上続く探偵ニックものは、その大半が長編である。
同様に、英国でも1893年にハリー・ブリスが探偵「セクストン・ブレイク」の冒険を描く『失踪した百万長者』を発表。ブレイクものは異なった作者により、複数の名義で70年以上書き続けられたが、こちらはニックものとは対照的に短編がほとんどである（アプルビー警部を創作したマイケル・イネスが書いた短編もある）。

#### ホームズとライヴァルたち
1879年、アーサー・コナン・ドイルが、処女作の短編『ササッサ谷の怪』をチェンバーズ・ジャーナル誌10月号で発表。これはホームズものではなかった。1887年には「名探偵」の代表とも言えるシャーロック・ホームズの長編第1作『緋色の研究』を、ワードロック社のピートン誌クリスマス号にて発表。ホームズものは、1927年の短編『ショスコム荘』まで書き続けられた。
ホームズもの作品は長編より短編が圧倒的に多く、同時代には、アーサー・モリスン、アーネスト・ブラマ、ジャック・フットレル、メルヴィル・デイヴィスン・ポースト、オーガスト・ダーレス、ギルバート・キース・チェスタトンなどが独自のキャラクター探偵の活躍する短編を発表し、彼らの創造した探偵は「ホームズのライヴァルたち」とも呼ばれることがある。

#### 怪盗もの、犯罪小説、倒叙など
一方、フランスのモーリス・ルブランが1905年、短編『アルセーヌ・ルパンの逮捕』で探偵とは逆の立場に属する主人公である「怪盗もの」の執筆をはじめ、30年にわたって怪盗ルパンは長短編に登場することとなった。
そしてパトリシア・ハイスミスは、名探偵ではなく「犯人」をシリーズ・キャラクターに起用し、完全犯罪をたくらむ殺人犯リプリー青年が毎回主人公の『太陽がいっぱい』からはじまる長編5作を発表し、映画化もされている。
また、『キングコング』で知られるエドガー・ウォーレスは、『正義の四人』を筆頭に、探偵・刑事と殺人者・悪漢の両陣営で十指に余るシリーズ・キャラクターを創造した。
犯人の側から犯罪を描写する「倒叙」ものは、オースティン・フリーマンの短編集『歌う白骨』が有名だが、毎話ごとに当然ながら犯人が変わっており（探偵は毎回同じソーンダイク博士。また殺人犯が逃亡したり、未遂に終わる、被害者側が許すなど、犯人が罰せられない作品もあるのが本作品集の特徴。）、フリーマン・ウィルス・クロフツの短編集『殺人者はへまをする』および『クロイドン発12時30分』やロイ・ヴィカーズの「迷宮課」シリーズを経て、現代のレビンソンとリンク共作の『刑事コロンボ』に至るミステリの定番ジャンルのひとつになっている。
「被害者」を主人公に起用したミステリとしては、グラント・アレンの『アフリカの百万長者』が挙げられる。サイモン・ショー（Simon Shaw）は『殺人者にカーテンコールを』の売れない中年俳優と『ハイヒールをはいた殺人者』の女装銀行家による犯人視点での作品シリーズがある。1作目では犯人だった主人公が2作目からは探偵役なのが目新しい。
変り種では、いくつもの筆名でシリアスとコミカルの作風を使い分けるドナルド・E・ウェストレイクが『殺人はお好き？』で、「容疑者」を主人公に、事件担当の刑事が抱える別の難事件を次々に解決していく趣向の連作集を発表している。
「語り手（記述者）」が主人公になっている作品としては、ロード・ダンセイニ（ダンセイニ卿）の短編集『スミザーズの話』 が挙げられる。ウィルキー・コリンズの長編および中短編では、章や巻ごとに語り手が交代する作品が多い。
「読者」を主人公にする趣向は、フレドリック・ブラウンが連作短編集『真っ白な嘘』で試みている。
「作者」を文体などから読者に当てさせる趣旨のアンソロジーは、エラリー・クイーン編『読者への挑戦』やアイザック・アシモフ編『新・読者への挑戦』がある。

#### 本格長編の黄金時代
短編中心だった推理小説の世界は、1913年にE・C・ベントリーが、長編『トレント最後の事件』でミステリに恋愛要素を盛り込んだ趣向の作品を発表すると、多くの作家により長編推理小説の名作が次々と発表され、のちに「黄金時代」と呼ばれる長編全盛期を迎えた。
アール・デア・ビガーズは1925年に長編『鍵のない家』を発表。中国人探偵チャーリー・チャンは、ケイ・ルークの当たり役となった数十本の映画や、新聞の連続漫画にも登場する人気を獲得した。「ノックスの十戒」で有名なロナルド・ノックスは、保険会社の事件調査員という珍しい設定のマイルズ・ブリードンを探偵役に起用した。
アガサ・クリスティの『オリエント急行の殺人』における旅客列車の車両内、『そして誰もいなくなった』の孤島、『雲をつかむ死』の旅客機といった「クローズド・サークル（閉ざされた空間）もの」、ヴァン・ダインの『僧正殺人事件』の「見立て殺人」、エラリー・クイーンの『Xの悲劇』から始まる「ダイイング・メッセージ（死に際の伝言）」、ディクスン・カーが得意とする『三つの棺』に代表される「密室もの」および、『深夜の密使』から書き始められた一連の、過去を舞台にした「歴史ミステリ」など様々なジャンルの長編推理小説が発表され、「本格」「フーダニット（犯人当て）」「パズラー」等と称される傑作群が続いた。
ヴァン・ダイン、カー、クイーンにはラジオ・ドラマ脚本も多く、日本でも20世紀末までFEN（米軍放送ラジオ）の平日番組『Radio Mystery Theater』（E・G・マーシャル）で過去の放送が聴取できた（カーの『B13号船室』は特に有名で複数の出版社から英語の学習教材としても出版された）。
カーの『髑髏城』は、本格ものでは珍しくドイツを舞台にした長編である。ジョルジオ・シェルバネンコ (Giorgio Scerbanenco )の長編『傷ついた女神』はイタリアが舞台になっている。ヤーン・エクストレムは「スウェーデンのカー」とも呼ばれ、『誕生パーティの17人』『うなぎの罠』ほか密室殺人を扱った作品が多い。クロフツの『フローテ公園の殺人』は、南アフリカでの事件を扱っている。トマス・S・ストリブリングのイタリア系心理学者・ポジオリ教授ものは、キュラソー、ハイチ、 ヴァージン諸島などカリブ海諸国を歴訪し、事件に遭遇する（読者でも気付くトリックに教授が最後まで解らなかったり、殺人者が逃亡してしまったりするなど、教授の敗北に終わる中編が複数ある）。
クリスティには『うぐいす荘（ナイチンゲール荘）』のようなスリラー作品もある。彼女の「パーカー・パイン」の初期短編は、コンゲームものの古典ともいわれる。イーデン・フィルポッツはクリスティの隣家に住んでおり、種々の助言をしたという。フィルポッツは58歳で推理小説を書き始め、98歳の『老将の回想』（There Was an Old Man）まで推理長編 を執筆し続けた。ドロシー・セイヤーズにも『疑惑』というホラー短編がある。
フィルポッツとは対照的なのがジェイムズ・ヤッフェで、15歳の時に短編『不可能犯罪課』を発表し、3年後の『喜歌劇殺人事件』まで連作短編6作品を書いた。長編は「メサグランテのママ」シリーズがある。ティモシー・フラーも、ハーバード大学在学中に21歳で『ハーバード大学殺人事件』で作家デビュー。探偵役ジュピター・ジョーンズが、主に同大学やその同窓会で起きた事件を解決するシリーズになっている。女性二人の合同ペンネームであるロジャー・スカーレットはミステリ作家としての活動期間が短く寡作ながら、江戸川乱歩が高く評価し『エンジェル家の殺人』を『三角館の恐怖』に翻案している。
ルーパート・ペニー（Rupert Penny）は『おしゃべりな警官」から始まるビール主任警部もの8長編に、クイーンを思わせるような「読者への挑戦状」を挿入した。
「オベリスト三部作」のチャールズ・デイリー・キング（Charles Daly King）は『海のオベリスト』で「探偵役が登場人物のうち誰か判らない」、『空のオベリスト』で「シリーズ探偵が事件解決に失敗する」という工夫を見せているほか、長編の巻末に「手がかり索引」を置き事件を振り返ることができる。ブライアン・フリン（Brian Flynn）は「英国のファイロ・ヴァンス」とも呼ばれるアンソニー・バサーストを探偵役に50冊を超す長編を発表した。邦訳は『角のあるライオン』（1933年）しか訳されていないが、本国では現在もペーパーバックが売られている。

#### ポスト黄金時代と新本格派
黄金時代からその少し後に登場したトリッキーな作家群を、江戸川乱歩は「新本格派」と命名している。
ベルギーのスタニスラス=アンドレ・ステーマン、アイルランドのニコラス・ブレイク、英国のクリスチアナ・ブランド、リチャード・ハル、アントニイ・バークリー、エドマンド・クリスピン、エリザベス・フェラーズ（Elizabeth・X・Ferrars）、レオ・ブルースらが、独自の作風で創意工夫に満ちた異色作を発表した。

#### 変格もの、スパイ小説とサスペンス
「本格」に対して、「変格」といわれる作品の一つが、パトリシア・マガーの『被害者を捜せ！』『探偵を捜せ！』等の、犯人はわかっていて被害者・探偵・目撃者などを推理させるといった、推理小説の枠にとどまらないユニークな形式（変格推理）の長編作品である。マガーは女スパイを主人公にした「セレナ・ミード」ものも著名で映画にもなっている。スパイものでは「ジェームズ・ボンド」シリーズのイアン・フレミングが有名だが、他にエリック・アンブラーの『ディミトリオスの棺』やフレデリック・フォーサイスによる『ジャッカルの日』、グレアム・グリーン『ハバナの男』、ほか多数の日本語訳がある。
さらに、トリックや謎解きよりも主人公や登場人物の心理描写に重点を置く「サスペンス」の作品をアメリカのコーネル・ウールリッチが多数発表。代表作がウィリアム・アイリッシュ名義の長編『幻の女』で、冒頭の書き出しも有名である。短編『裏窓』は映画の原作に採用された。アレックス・ゴードンの『アラベスク』も映画化されている。
英国では、パトリック・クェンティン（のちアメリカに渡る）のウェッブ主導の初期作品は本格色が強かったが、コンビのうちホイーラー中心の後期はサスペンス色が濃くなった。ルース・レンデルも「ウェクスフォード警部」シリーズの本格推理と、バーバラ・ヴァイン名義でのサスペンスの両系統で傑作群 を発表した。フランスではボワロー＝ナルスジャック（『死者の中から（めまい）』）やカトリーヌ・アルレー（『わらの女』）、セバスチアン・ジャプリゾ（『雨の訪問者』）などが「サスペンス」ものを多く発表している。
ジョセフィン・テイは女性の心理描写に長けた作家だが、『時の娘』において舞台は現代ながら探偵役が病院のベッドの上で、文献のみから歴史上の事件を解決する手法を採っている。彼女と混同されがちな『病院殺人事件』など、医療ミステリのジョセフィン・ベル（Josephine Bell ）は、イギリス推理作家協会（CCA）の創立当初からのメンバーであり、会長職も務めた。アンドリュウ・ガーヴ（Andrew Garve ）は謎解き・冒険・警察ものと多彩な作風を使い分けるが、『ヒルダよ眠れ』からはサスペンス基調の作品が多くなった。

#### 他ジャンルの作家によるミステリ
のちに児童文学の大家となるアレキサンダー・ミルンは『くまのプーさん』の前に、『赤い館の秘密』ほか数点のミステリを発表している。 ジェームズ・ヒルトンも『チップス先生さようなら』の前に『学校の殺人』を書いている。SFの巨匠アイザック・アシモフには『黒後家蜘蛛の会』シリーズがある。『宝島』のロバート・スティーヴンソンもミステリ要素の多い『新アラビア夜話』（「自殺クラブ」）を書いている。SF界のジョン・スラデックも『見えないグリーン』など4作品にフィン探偵を登場させた。
ヴォードヴィル劇作家のパーシヴァル・ワイルドは、『検屍裁判』をはじめとするリーガル推理長編や、トランプいかさま師パームリーが主人公のカードミステリ『悪党どものお楽しみ』などでも知られる。チェコ語の翻訳者であるエリス・ピーターズは、イーディス・パージターの本名で歴史小説を書く一方、「修道士カドフェルシリーズ」などの歴史ミステリも執筆した。フランス社会小説の大家クロード・アヴリーヌにも、『U路線の定期乗客』ほか数点のミステリ長編がある。
日本では、（無頼派・新戯作派に分類される）純文学作家の坂口安吾に、名探偵・巨勢博士が登場する『不連続殺人事件』等や、紳士探偵の結城新十郎が難事件を次々と解決する『明治開化 安吾捕物帖』などがある。

#### ハードボイルドの出現
1928年、ダシール・ハメットが名無しの探偵コンティネンタル・オプの最初の長編『デイン家の呪い』とそれに続き『赤い収穫』を発表。従来の推理小説とは一線を画す「酒、暴力、アクション、恋愛」といった要素の多い「ハードボイルド」と呼ばれる、主としてアメリカの大都会を舞台にした私立探偵ものの嚆矢とされる。ハメットは1930年、もう一人『マルタの鷹』で初登場するサム・スペードも創造した。オプとスペードに続く第3のキャラクター、おしどり探偵ニックとノラの活躍を描く『影なき男』も好評で、映画でシリーズ化された。
ジョン・ダン・マクドナルドの長編は、『濃紺のさよなら』から題名に色の名前がつけられ、シリーズ・キャラクターのトラヴィス・マッギーは、さまざまな作家に影響を与えた。ノンシリーズ作品『恐怖の岬』はグレゴリー・ペックとロバート・ミッチャム、マーティン・バルサムの共演で映画化された。
『ブラック・マスク』などのパルプマガジン（大衆向け読本雑誌）で活躍した作家にはフランク・グルーバー（Frank Gruber）がいる。「人間百科事典」ことオリヴァー・クエイドと『フランス鍵の秘密』から登場のフレッチャー&クラッグは、都会を舞台としつつもプロの私立探偵ではなく、どちらも「巻き込まれ型」の素人探偵である（百科事典売りとボディビルの香具師コンビ）。
ハードボイルドものの都会的なセンスおよびスリリングな展開と、本格ものの論理的な謎解きを併せ持つ『屠所の羊』のA・A・フェアや『ネロ・ウルフ対FBI』のレックス・スタウト、『処刑6日前』のジョナサン・ラティマー、『シカゴ・ブルース』のフレドリック・ブラウンらの作品群を「ソフトボイルド」と呼ぶ場合もある。
『大いなる眠り』や『長いお別れ』の レイモンド・チャンドラーは、「主流文学（純文学）の中にミステリーを取り入れた」と評され、ロス・マクドナルドは、『動く標的』などに見られる複雑なプロットと、登場人物に関する心理学的な洞察が特徴で、「ハードボイルドと本格の融合」と称される場合がある。
マクドナルド（本名：ケネス・ミラー）の妻であるマーガレット・ミラーは、プライ博士とサンズ警部もの長編『見えない虫』『鉄の門』ほかで夫より先に作家として成功を収めており、『これよりさき怪物領域』など心理スリラーの第一人者として活躍。晩年のアラゴン弁護士ものでは、ハードボイルドやサスペンスにユーモアの要素を加えて以前よりマイルドな作風に転じた。
カーター・ブラウンには、ハードボイルドでは珍しい女性の都会探偵を主人公にした、メイヴィス・セドリッツもの『乾杯、女探偵！』『女ボディガード』がある。

#### 警察小説と業界ミステリ
エド・マクベインは、架空の街アイソラを舞台にの警官たちの活躍を描いた「87分署シリーズ」で、警察小説と呼ばれる新たなジャンルを確立した。かたや「ホープ弁護士シリーズ」は題名が『白雪と赤バラ』『長靴をはいた猫』など童話に因む作品になっている。他にカート・キャノン名義での同名キャラ登場の「酔いどれ探偵シリーズ」、エヴァン・ハンター名義の『暴力教室』『逢う時はいつも他人』などの作品群は映画化された。
警察小説では、ヒラリー・ウォー、ジョルジュ・シムノン、コリン・デクスターなどの作品が名高い。ロドニー・ウィングフィールドはスローペースながら、500ページを超す『クリスマスのフロスト』を皮切りに、兼業作家の35年間で700 - 900ページの長尺作品「フロスト警部」シリーズを6長編発表し、TVドラマ化もされた。
また、ディック・フランシスは障害騎手として活躍した経験を生かし、処女長編『本命』をはじめ、競馬界をめぐる事件を発表し続けた。そして法曹界出身のシリル・ヘアー（Cyril Hare）は、「法律ミステリ」「リーガル本格」とも呼ばれる『法の悲劇』などが知られる。他に経済・化学・会計などのテーマに特化したミステリを書く作家も現われた。

#### パロディ・パスティーシュとユーモアミステリ
ジョン・Ｌ・ブリーンは、ヴァン・ダインの文体を真似た『サークル殺人事件』、ディクスン・カーが書きそうな不可能犯罪『甲高い囁きの館』など、多くの推理作家の巨匠パロディ・パスティーシュを発表した。
アンソニー・ホロヴィッツとジョン・エドマンド・ガードナーは、ホームズの宿敵モリアーティー教授の後日談、およびフレミング財団公認のジェームズ・ボンドシリーズをそれぞれ独自の内容で発表している。
ロバート・ロイド・フィッシュは『シュロック・ホームズの冒険』などのホームズ・パロディの短編集を書く一方、『亡命者』のようなシリアスなサスペンス長編もある。短編の名手エドワード・デンティンジャー・ホックには『第二のまだらの紐』など12短編のホームズ・パスティーシュがあるほか、怪盗ニックやホーソーン医師ら自身のキャラクターとホームズを共演させた。
女流作家の ジョイス・ポーターは、ドーヴァー警部とホンコンおばさんの三枚目キャラクターが、作中でドタバタを繰り広げるユーモア推理作品で人気を博した。
ウィリアム・ブリテンの『エラリー・クイーンを読んだ男』など「読んだ男」（The Man who Read...）シリーズは、原作の雰囲気をよく捉えた作品群である。ほかに教師探偵「ストラング先生」ものがある。

#### クライム・ストーリーの名手
『チョコレート工場の秘密』『チキ・チキ・バン・バン』などでも知られるロアルド・ダールは、賭けに取りつかれた人間心理の短編集『あなたに似た人』で、アメリカ探偵作家クラブ（MWA）賞の短編賞を受賞。特に『南から来た男』や『おとなしい凶器』は複数回ドラマ化されている。
ロバート・トゥーイ（Robert Twohy）は『さよなら、フランシー』で男女双方の姿を使い分けて生活し、知人隣人に性別を微塵も疑われない作家の完全犯罪を描き、TVシリーズ「ヒッチコック・サスペンス」にも原作を提供した。女装作家フランシス・スコットものはシリアスだが、トゥーイのもう一人の主人公ジャック・モアマンものは死体を埋めたと警察に誤認させ自宅の畑を開墾させるなどのユーモア短編。短編集『物しか書けなかった物書き』には殺人（粛清）シーンなしで犯罪組織の非情さを綴る「探偵の出て来ないハードボイルド」ものがある等と作風の幅が広い。
ジャック・リッチーは軽妙な文体が特徴で、主人公には夜しか活動できないモンスター探偵カーデュラと、周囲を刮目させる名推理を披露しながら最後に真犯人を間違えてしまう迷刑事ターンバックルの二人がいる。ヘンリー・スレッサーやシオドア・スタージョンなどもクライム・ストーリーを多作し、ロッド・サーリングの『トワイライトゾーン』などでテレビ映像化されている。ベン・レッドマン（Benjamin Ray Redman）も『完全犯罪』（The Perfect Crime）がスターリング・シリファント脚本・ ヴィンセント・プライス主演で映像化された。

#### 女性と黒人の探偵たち
サラ・パレツキーは高学歴で元弁護士の女性探偵V（ヴィクトリア）・I・ウォーショースキーが活躍する『サマータイム・ブルース』でデビュー。キャスリーン・ターナー主演で映画化（邦題「私がウォシャウスキー」）。スー・グラフトンは才女ウォーショースキーとは対照的な、「平凡で普通の女性」を探偵役に起用した。『アリバイのＡ』の主人公キンジー・ミルホーンのシリーズは「作者・探偵・読者」すべて女性である（男性読者もいるが、作風が女性読者向けということで）「3Fミステリー」 との新語も生んだ。『荊の城』のサラ・ウォーターズは、レズビアンのキャラクターを作品に多く登場させている。パトリシア・モイーズ（Patricia Moyes）のシリーズ探偵は男性のヘンリー・ティベット警部だが、明るく聡明な妻のエミーも捜査に協力して、夫婦で事件を解決していく作品が多い。
2000年代以降にはタフな女性の私立探偵や犯罪者を描く作品に対しタルト・ノワールというジャンル名が提唱されている。現代本格の作家だが、ジル・チャーチルは1930年代のアメリカ田舎を舞台として、良家子女くずれのリリーと兄ロバートが事件を推理するシリーズがあり、タイトルがジャズのスタンダードナンバー（『風の向くまま』Anything Goes など）になっている。他に現代アメリカ北部が舞台の主婦探偵ジェーンものがあるが、こちらは『飛ぶのがフライ』（ Fear of Frying ）といった具合で小説タイトルのもじり（エリカ・ジョング『飛ぶのが怖い』 Fear of Flying）である。
ジョン・ボールは黒人エリート警官ヴァージル・ティッブスを主人公とする長編『夜の熱気の中で』を発表し、人種の壁を乗り越えて相手に尊敬される主人公が人気となった。チェスター・ハイムズの書いた「墓掘りジョーンズと棺桶エド」の黒人コンビが登場する『イマベルへの愛』はフランスで話題になったが、生国のアメリカでは不評だったという。

#### 様々な名探偵
その後、女性や黒人の探偵も続いて登場し、珍しくなくなったミステリの世界で、作者たちは、猫（リリアン・ブラウンの『シャム猫ココ』）やねずみ、狐（ジュノー・ブラックの『狐には向かない職業』）、未来人（ロバート・アーサーの『時間旅行者』）、歴史上の偉人（セオドア・マシスンの『名探偵群像』）、魚やイルカ、機械やロボット、この世の人間ではない人（アガサ・クリスティの『謎のクィン氏』）など、様々な探偵を創造し続けた。
イーヴ・タイタスのねずみの国の「探偵ベイジル」もの、ウィリアム・C・アンダースン（William Charles Anderson） の人語を話すイルカ「ペネロッピー」シリーズ、ピエール・アンリ・カミの『クリク・ロボット』、魔法使いが主役のランドル・ギャレットの『魔術師を探せ』などは、我が国でも紹介された。
ポール・アルテのツイスト博士は、百年経過しても年をとらない 不思議な名探偵である。ダニエル・フリードマンの『もう年はとれない』は87歳の殺人課刑事が主人公。反対にクレイグ・ライスには、自身とその家族をモデルにしたと言われる『スイートホーム殺人事件』（1944年）があり、12歳の少女が探偵役。『時計は三時に止まる』（1939年）にはじまるマローン弁護士ものでも知られる。

#### 様々な趣向
ジャン・マイケルズ『死のリフレイン』、ジョゼフィン・ケインズ『ステージの悪魔』やビル・S・バリンジャー (Bill Sanborn Ballinger) 『歯と爪』は解決編を袋綴じにして販売。トマス・チャステイン、ビル・アドラー『誰がロビンズ一家を殺したか？』と続編『ロビンズ一家の復讐』は、懸賞を付けて読者から犯人の回答を募集した。スタンリイ・エリンは長編『鏡よ、鏡』を返金保証つきで出版した。
また、デニス・ホイートリー (Dennis Wheatley) は『マイアミ沖殺人事件』、『誰がロバート・プレンティスを殺したか』、『マリンゼー島連続殺人事件』で、マッチや新聞記事の切れ端など、証拠品の複製を単行本 に添付して発行した。
ピエール・バイヤール (Pierre Bayard) は『アクロイドを殺したのはだれか』、『シャーロック・ホームズの誤謬』などで、クリスティの初期作品やドイルの長編で「探偵が作中で指摘した犯人は無罪。真犯人は別にいた。」という内容の評論・改作を続けて発表している。

#### 二世代・三世代の作家と探偵
エイドリアン・コナン・ドイルはディクスン・カーと共作で、ホームズの語られざる作品集 『シャーロック・ホームズの功績』を出版。また、21世紀に入り、カーの孫娘シェリー・ディクスン・カーが『ザ・リッパー 切り裂きジャックの秘密』を発表しミステリ界にデビューしている。
マクドネル・ボドキン（Matthias McDonnell Bodkin）は、私立探偵ポール・ベック、 女探偵ドラ・マールの二大シリーズを持っていたが、彼らを結婚させ二人の息子であるベック2世の作品も創造し、2世代の共演も実現させた。また、ジョン・ピールは1992年からジョン・ヴィンセント（John Vincent）名義で『踊るのは我らだ』（Live And Let's Dance ） などジェームズ・ボンド・ジュニアのシリーズを書き続けている。

#### 衰退
ディーン・R・クーンツが1981年に出版した『How to Write Best Selling Fiction』（ベストセラー小説の書き方）の、ミステリーを書く際の注意点を挙げた章の冒頭では、古典的な殺人事件を扱った推理小説は消滅しつつあり、まれに良作が現れるが有望な作家は一般大衆向けに移行して成功を収めている、と書いている。

### ロシアおよび東欧・イスラエル
ロシアではアントン・チェーホフが、1884年に長編推理小説『狩場の悲劇』を発表。父親がロシア系ユダヤ人の英国作家イズレイル・ザングウィルは、1892年の『ビッグ・ボウの殺人』連載中に、読者から解決（真相）の予想を募集した。ロシア国内では未発表のジャンルとされている。
ハンガリーのアラド（現在はルーマニアのArad郡都）生まれのバルドゥイン・グロラー (Balduin Groller) は、オーストリア＝ハンガリー帝国ハプスブルク朝末期を舞台に「探偵ダゴベルト」ものの短編を発表している。
チェコの作家ヨゼフ・シュクヴォレツキー (Josef Škvorecký) には『ノックス師に捧げる10の犯罪』（Hříchy pro pátera Knoxe）という、「犯人は、物語の当初に登場していなければならない」「探偵自身が犯人であってはならない」など「ノックスの十戒」に違反した連作集がある。
トルコのイスタンブールで生まれたアキフ・ピリンチ（Akif Pirinçci）は、トルコ人の若者を主人公にした恋愛小説でデビューしたが、『猫たちの聖夜』（Felidae）でミステリ分野にも参入。『ザ・ドア 交差する世界』は映画化もされた。

### 中南米・オセアニア
アルゼンチンでは戦前から、探偵小説がかなり書かれており、1940年代には、アメリカのミステリ雑誌『Ellery Queen's Mystery Magazine』に投稿がみられる。第3回短編ミステリ・コンテストにはホルヘ・ルイス・ボルヘス （Jorge Luis Borges、1899 - 1986）の「迷路の花園」が入選した。ボルヘスの推理小説およびミステリ風小説は、「死とコンパス」（1942）、「裏切り者と英雄のテーマ」（1944） 、「エンマ・ツンツ」（1949）などがある。
1942年、服役中のドン・イシドロ・パロディという究極の安楽椅子探偵もの連作『ドン・イシドロ・パロディ 六つの難事件』（Seis problemas para don Isidro Parodi）が 刊行され、オノリオ・ブストス・ドメックと名乗る作者は謎だったが、ボルヘスとアドルフォ・ビオイ・カサレス（Adolfo Bioy Casares）の合作だと後に判明した。他に、パブロ・デ・サンティスの世界の名探偵12名が事件の解明を競い合う『世界名探偵倶楽部』（El enigma de París）や、ギジェルモ・マルティネスの映画化された『見えざる犯罪』（Crímenes imperceptibles）は日本でも翻訳されている。
ウルグアイではチャンドラー作品の続編を書いたイベア・コンテリース（Hiber Conteris）の『マーロウ もう一つの事件』、コロンビアの ホルヘ・フランコ （Jorge Franco）の『ロサリオの鋏』などが、本国のほか英訳されて刊行されている。ブラジルのJ・ソアレス（Jô Soares）には、『シャーロック・ホームズ リオ連続殺人事件』（O Xangô de Baker Street）というホームズもののパロディがある。
オーストラリアのアーサー・アップフィールド（Arthur Upfield）は、『バラキー牧場の謎』（1929）そして『ボニーと砂に消えた男』（1931）にはじまる、先住民アボリジニとの混血であるボナパルト警部が、豪州の大自然を舞台に活躍する作品群を量産した。また、S・H・コーティア（Sidney Hobson Courtier）は、『謀殺の火』（1967）など、アボリジニの神話や風俗を主題にした作品を発表している。

### 北・東アジア

#### 中国
中国では、事件の調書や裁判記録など、公的機関が発行した文書のことを公案と呼んでいたが、宋代から元代にかけて、公案を題材にした話芸や戯曲が人気を呼び、明代にはこれをもとにした公案小説というジャンルが流行している。特に、宋代に実在した政治家の包拯が、様々な講談、戯曲、公案小説において裁判や捜査で事件の真相を明らかにする主人公として登場しており、今日でもテレビドラマなどに翻案されている。
中国では、1885年に発表された知非子（ちひし）『冤獄縁』（えんごくえん）が初の創作探偵小説だとされている。長編では1890年に、作者不明の『狄公案』（てきこうあん） が刊行されている
近代中国で推理小説の嚆矢となった作家は、 程小青が挙げられる。1914年、上海の新聞で短編『灯光人影（とうこうじんえい）』を発表。探偵役の霍桑 （かくそう / フオサン）はホームズ型の天才探偵で、ワトスン役は包朗（ほうろう / バオラン）。霍桑の探偵談はシリーズ化され30年以上続いた。

#### 朝鮮・韓国
朝鮮では、李海朝（イ・ヘジョ、1869 - 1927）が1908年に発表した『双玉笛』（そう ぎょくてき）が初の創作探偵小説とされている。大韓帝国末期の1909年旧暦5月29日、平壌近郊の平安南道で生まれた 金来成は、早稲田大学在学中の1935年に日本の探偵小説専門誌『ぷろふいる』でデビューし、のちに朝鮮半島で探偵作家として活躍した。韓国推理小説の創始者とされる。1939年に発表した『魔人』は和訳が出版されている。

#### 台湾（中華民国）
余心樂は、台湾月刊誌「推理雑誌」に作品を発表。林仏児推理小説賞の中編「生死線上」が和訳されている。

### 日本

#### 捕物帳と探偵小説の黎明期
日本では明治以前から勧善懲悪をテーマとした歌舞伎や講談の演目が存在していた。例えば大岡政談などの政談ものは発生した事件を正しく裁く筋立てが法廷推理小説に等しく、鼠小僧や石川五右衛門を題材とした作品群は犯罪心理小説に通じるものがある。しかし、これらは奉行や犯罪者の物語であり、民間人が犯罪を解決する役回りにはならない（もし民間人が犯罪を解決しようとすると仇討ちや義賊という形になり、民間人ではなく情に厚い犯罪者になってしまう）。日本における探偵小説は、文明開化以降、探偵という概念が西洋から輸入されることで生まれた。
黒岩涙香が明治22年（1889年）に発表した『無惨』（別題『三筋の髪、探偵小説』）が、日本人初の創作推理小説と言われる。涙香は1896年にも『六人の死骸』と題する作品を執筆している。
1917年、岡本綺堂は、アーサー・コナン・ドイルの「シャーロック・ホームズ」に影響を受け、「三河町の半七」を主人公にして『半七捕物帳』のシリーズを開始。探偵小説の要素を盛り込んだ時代劇である「捕物帳もの」のさきがけとなる。ほかに、野村胡堂の1931年からはじまる『銭形平次捕物控』シリーズは、後年、たびたび映画やテレビドラマ化されている。「姿なき殺人」のような和式の密室ものもある。横溝正史には『人形佐七捕物帳』、『旗本退屈男』の佐々木味津三には『右門捕物帖』、城昌幸にも『若さま侍』の捕物帳がある。変わったところでは、鳴海丈がセクシー路線の『彦六捕物帖』『柳屋お藤捕物帳』などを書いている。
「捕物帳もの」と並ぶ日本ミステリのジャンルに「奉行もの（お白洲もの）」がある。実在の遠山景元が登場の『遠山の金さん』が一例。『伝七捕物帳』 の陣出達朗や『桃太郎侍』で知られる山手樹一郎など複数の作家が、『遠山の金さん』ものを執筆している。
他には、時代小説のイメージが強い山本周五郎だが、『寝ぼけ署長』という連作の探偵小説がある。『木枯し紋次郎』の笹沢左保も多くの捕物帳以外に、現代を舞台にしたミステリを発表した。

#### 江戸川乱歩の功績
日本において探偵という職業を大衆に認知させ、探偵小説・推理小説の知名度を上げたうちの一人に、江戸川乱歩がいる。江戸川乱歩は大正・昭和期、推理小説の黎明期において明智小五郎や少年探偵団が活躍する一連のシリーズで名を挙げ、現在も江戸川乱歩賞にその名を残している。
1947年、江戸川乱歩が探偵作家クラブを設立した（このクラブは現在日本推理作家協会という形で残っている）。氷川瓏は、ポプラ社の乱歩作品の少年少女向けリライトや、涙香や海外作品など乱歩名義の翻案を手がけた。

#### 三大奇書と周辺
1935年、日本の探偵小説における三大奇書と呼ばれるうちの2作（夢野久作の『ドグラ・マグラ』、小栗虫太郎の『黒死館殺人事件』）が出版された。1965年には、三大奇書の最後の1作・中井英夫の『虚無への供物』が出版された。時代や作風などに差があるものの、坂口安吾の『不連続殺人事件』や竹本健治の『匣の中の失楽』も三大奇書と絡めて語られることがある。

#### 戦前の作家たち・専業以外の余技
『支倉事件』の甲賀三郎、『わが女学生時代の罪』の木々高太郎、物理的・化学的トリックを多用した「帆村荘六」ものを書いた海野十三などの諸作品は今日でも再刷が続いている。久生十蘭には長編『魔都』『金狼』などがある。谷崎潤一郎のような文豪も『途上』『私』『秘密』『白昼鬼語』などの推理作品を発表した。フランス文学者の福永武彦も加田怜太郎名義で、伊丹助教授が探偵を務めるシリーズを書いた。また、木々・海野は大下宇陀児と3人で、「風間光枝」という共通の探偵キャラクターを持ち競作を行なっている。

#### 本格派の活躍
第二次世界大戦中は探偵小説が禁圧され出版できなかった。戦後はGHQの検閲により、復讐などの要素を含む時代劇が禁止された。横溝正史は当時、捕物帳をはじめとした時代小説を書いていたが、GHQの規制を受けて『本陣殺人事件』『獄門島』などの金田一耕助シリーズを執筆し、これが本格推理長編小説の隆盛に繋がったと言われる。
また、伝奇小説で知られた角田喜久雄は、長編『高木家の惨劇』で本格推理のジャンルに参入、伝奇ロマンとの二枚看板で人気を得た。クロフツに影響を受けた鮎川哲也はアリバイくずしを得意とし、『ペトロフ事件』『黒いトランク』など鬼貫警部を探偵役とする本格推理小説を発表。またアンソロジーの編纂にも力を尽くした。
高木彬光は神津恭介を探偵役とする『刺青殺人事件』他の本格ものを中心に『連合艦隊ついに勝つ』『邪馬台国の秘密』など歴史・SFとも融合したミステリ、『破戒裁判』などの法廷もの、『黄金の鍵』から始まる安楽椅子探偵ものと多岐にわたる作品群を発表した。都筑道夫は、長短編はもとより掌編（ショートショート）でも多くの作品を発表、また英米ミステリの紹介者としても功績を残す。

#### 女流作家の進出
1957年には、仁木悦子が自身と同名ヒロインが登場する長編『猫は知っていた』でデビュー、「日本のクリスティー」と呼ばれた。また、夏樹静子はエラリー・クイーンの悲劇四部作のオマージュともいえる『Wの悲劇』が話題となり、薬師丸ひろ子主演で映画化もされた。『花の棺』をはじめとするキャサリンシリーズの山村美紗も、京都を中心としたトラベル・ミステリ作品の多くがテレビドラマ化された。翻訳家でもある小泉喜美子には『弁護側の証人』（高橋洋子主演でテレビドラマ化）・『殺人はお好き?』など海外ミステリに因む作品がある。
SFや伝奇小説の分野でも多作で知られる栗本薫は、評論では「中島梓」名義を使い分け、エラリー・クイーンとバーナビー・ロスを思わせる中島梓と栗本薫の1人2役対談が、『平凡パンチ』誌上で企画された。推理小説の分野では、作者と同名だが男性の栗本薫が主人公の『ぼくらの時代』をはじめ、多くのシリーズとキャラクターを創造した。
トリッキーな連作『妻の女友達』『プワゾンの匂う女』や、倒錯ミステリの長編『ナルキッソスの鏡』が有名な小池真理子は、短編の名手としても知られる。『ななつのこ』『ガラスの麒麟』などの日常の謎を中心とする加納朋子は、連作短編集の名手として知られる。

#### 多様化するミステリ
1960年代以降、推理小説は松本清張の『砂の器』などの作品群や黒岩重吾、西村寿行の「社会派」、西村京太郎の「トラベル・ミステリ」、森村誠一の「ビジネス・企業もの」「歴史ミステリ」、高橋克彦の「美術ミステリ」、山田正紀や小松左京、豊田有恒、筒井康隆らの「SFミステリ」、志茂田景樹の「恋愛ミステリ」、 館淳一や丸茂ジュンの「官能ミステリ」、 山藍紫姫子の『スタンレー・ホークの事件簿』に代表される「耽美ミステリ」など、様々なサブジャンルに分かれていった。
初期には『古墳殺人事件」など、本格ものでペダンティックな作品を書いていた島田一男は、のちに「事件もの」といわれる記者が活躍する小説に転じた。山田風太郎は「忍法帖シリーズ」が有名だが、青春探偵団が活躍する推理小説もあり漫画化された。お色気に満ちた風俗小説とシリアスな経済小説で作風を使い分ける梶山季之にも、『朝は死んでいた』、『知能犯』など推理作品がある。時代もの・SFと多分野で活躍した多岐川恭も、『濡れた心』をはじめ登場人物の心理描写に優れたミステリの傑作群がある。誘拐事件を扱った天藤真の『大誘拐』は、映画化されている。
そのほか、ハードボイルド（大藪春彦や生島治郎、片岡義男、小鷹信光）、将棋や奇術、音楽、法律、山岳、競馬など他の趣味・本業を生かしたミステリ（斎藤栄、泡坂妻夫、戸川昌子、佐賀潜、太田蘭三）、実在する文学者・文学作品（『芥川龍之介の推理』や『川端康成の遺書』などの土屋隆夫）、日常の謎（北村薫、若竹七海）などをテーマや作風とする作家も現れた。佐野洋は『推理日記』のタイトルで、40年にわたりミステリ評論を書き続けた。岡嶋二人は、日本では珍しいコンビによる作家（現在は解消）でデビューした。

#### 日本の新本格派
80年代末から世紀末にかけ、1987年にデビューした綾辻行人を嚆矢とした、有栖川有栖・二階堂黎人・麻耶雄嵩・貫井徳郎・芦辺拓・深水黎一郎らの海外のクイーンやカーを再現したような「本格」というジャンルに特化した作家群が次々に出現。彼らは「新本格派」または「日本の新本格派」 とも呼ばれることがある。また、清涼院流水は、その独特の作風からミステリ界に論争を巻き起こした。大塚英志や舞城王太郎といった作家たちが、清涼院のJDCシリーズと同じ世界観を持つ作品を発表している。

#### ジュヴナイル・ライトノベルとメディアミックス
南洋一郎はモーリス・ルブランの原作を、少年少女向けに改筆した『怪盗ルパン全集』全30巻 の訳者として知られる。第13巻『ピラミッドの秘密』のように、一部にルブラン作品を取り入れてはいるが、ほぼパスティーシュと認定されている作品もある。
70年代後半に各出版社がジュニア向け文庫を立ち上げると、山浦弘靖の『殺人切符はハート色』などトランプ絡みの題名が続く「星子ひとり旅シリーズ」は、コバルト文庫の看板シリーズとなった。
また、『仮題・中学殺人事件』にはじまる辻真先の、「読者」「作者」「編集者」など本来は犯人たりえない人物を扱うシリーズをラインナップに揃えたソノラマ文庫など、ジュヴナイルのミステリが多く刊行された。辻は卒寿（90歳）になっても、なお現役で推理長編（一般向け）を発表している。女流棋士だった林葉直子には「とんでもポリス」シリーズのほか、将棋をテーマとした『しおんの王』原作（かとりまさる名義）もあり、テレビアニメになった。
学研や旺文社などの学年誌や受験誌に多く連載した小峰元は、ギリシャ哲学者を冠した『アルキメデスは手を汚さない』から始まる「青春ミステリー」で知られる。ラジオの深夜放送や大学受験など、当時の10代から20歳前後の若者の生活や悩みを作中に織り込んだ作風が特徴。最初期の短編集『幽霊列車』では本格要素がかなり強かった赤川次郎だが、角川映画との連携や『三毛猫ホームズ』シリーズのテレビドラマ化で人気が出たことから、若者向けのユーモア・ミステリ路線にシフトした。
『湯殿山麓呪い村』 の山村正夫は、古今東西のミステリをダイジェストにして、年少者やミステリ入門者向けに、クイズ形式とした『トリック・ゲーム』などを著した。また、各種会場での小説教室の指導者として、多数の人材を輩出している。
1992年には『金田一少年の事件簿』、1996年には『名探偵コナン』が好評を博し、推理漫画が一つのジャンルとして定着した。2002年に『クビキリサイクル 青色サヴァンと戯言遣い』でデビューした西尾維新は、文芸ものの新書「講談社ノベルス」から発行されているが、ライトノベルとして分類され、また自身もそのようにとらえる場合もある。『掟上今日子の備忘録』や『美少年探偵団 きみだけに光かがやく暗黒星』など多くの作品が漫画化・テレビドラマ化されている。西尾維新に限らず青春ミステリにおいてはライトノベルとの境界が非常に曖昧である。鯨統一郎もバーが舞台のミステリがある一方、女子高生が活躍する作品群もある。
2010年代以降は頭脳戦、デスゲーム、ギャンブルを描いた漫画のヒットにより、推理小説でも「特殊設定ミステリー」と呼ばれる特殊な条件下の作品が多く発表されるようになった。

#### 東京以外の舞台と探偵
東京や首都圏以外の推理小説を書く作家もいる。山村美紗の『京都殺人案内』（京都）、東野圭吾の『浪花少年探偵団』（大阪）がその一例である。
内田康夫の『死者の木霊』からはじまる「信濃のコロンボ」シリーズは長野県 で起きた事件がメイン。森博嗣の『すべてがFになる』は愛知県 で探偵が活躍する。石沢英太郎のシリーズ探偵・牟田刑事官は福岡市など福岡県が主な舞台。横溝正史の金田一シリーズは、『本陣殺人事件』『獄門島』『犬神家の一族』など代表作のほとんどが岡山県や長野県など地方が舞台である。柴田哲孝は奈良県で実際に起きた事件を元に『暗殺』を発表した。
山本巧次は『大江戸科学捜査 八丁堀のおゆう』シリーズで、現代と文政年間の江戸を自在に行き来できる時空探偵を登場させた。蝉谷めぐ実の『化け者心中』シリーズは元禄年間の江戸と上方での歌舞伎界で事件が起こる。
海外では海渡英祐が発表した『伯林（ベルリン）一八八八年』が、19世紀のドイツ（Deutsches Reich）を、結城昌治の『ゴメスの名はゴメス』は1960年代のベトナムを、宮園ありあは『ヴェルサイユ宮の聖殺人』で18世紀のフランスを舞台にしている。

## 推理小説の分類
下記の分類は、互いに相反するものとは限らず、一つの作品が複数の項目に当てはまることがある。
アメリカ探偵作家クラブが主催するエドガー賞の長編賞では、ハードボイルド（『長いお別れ』）、警察小説（『笑う警官』）、医療ミステリー（『緊急の場合は』）、スパイ小説（『寒い国から帰ってきたスパイ』）など推理要素のある様々なジャンルの小説が受賞している。

### サブジャンル

#### 本格ミステリ
推理小説のなかではもっとも一般的でかつ古典的なジャンルである。事件の手がかりをすべてフェアな形で作品中で示し、それと同じ情報をもとに登場人物（広義の探偵）が真相を導き出す形のもの。第二次世界大戦前の日本では、「本格」以外のものは「変格」というジャンルに分類された。なお、本格という呼び方は日本独自のもので、欧米ではフーダニットやパズラーと称される（後述）。
密室殺人をはじめとした不可能犯罪を扱った作品の多くはこのジャンルに含まれる。
本格であるためには、解決の論理性だけではなく手がかりが全て示されること、地の文に虚偽を書かないことが要求される（わざと決定的な事実を明示せず曖昧に表現したり、登場人物の視点から登場人物自身の誤解を記述するのは問題がない）。たとえば、ある作品では列車に乗り合わせた子供の性別が問題になるが、題名にも地の文にも「男の子」「女の子」といった記述は一切なく、伏線として子供の振るまい（特定の玩具に興味を示す）が記述されている。作家はそれが伏線であることを隠蔽する努力も怠っていない。ただし、現代の視点では、エドガー・アラン・ポーの『モルグ街の殺人』には若干アンフェアな記述がある他、アガサ・クリスティの『アクロイド殺し』はフェアかアンフェアかについて、有識者の間で議論を醸した。現代でも本格ミステリの愛好家にとってはフェアかアンフェアが関心事であり、本格の体裁から外れる作品について論争がある。

#### ハードボイルド
「ハードボイルド」と言う言葉そのものは、非常に多面的な意味合いを持つ言葉なのだが、「推理小説」の一ジャンルとして使われる場合には、登場人物（主人公も含めて）の内面描写をあまり行わず、簡潔で客観的な描写を主体とした作品を指す。ダシール・ハメットの作品を嚆矢とする。特徴的なのは、それまでの「推理小説」の主人公は、自ら行動を起こすことはあまりなく、提供されるわずかな手がかりを元に、内面的な思索を深めて事件を解決する、まさに「推理」に重点を置く傾向が強かったのに対して、「ハードボイルド」の主人公は概ね行動的で、自ら率先して捜査を行い、その結果を積み上げて解決に至る傾向にある。これは、ハメット自身が探偵の経験があり、それを作品に生かしたからだと言われている。私立探偵や類似する職業が主人公に選ばれることが多いためPI（私立探偵）小説と呼ばれることもあるが、必ずしも同じものではない。
私立探偵のフィリップ・マーロウを主人公とするレイモンド・チャンドラーの作品が有名。

#### コージー・ミステリ
ハードボイルドの反義語で暴力的表現や非日常性を極力排除した作品。主人公が素人探偵であるのも大きな特徴。非情さを前面に出さず、穏健で道徳的な作風なため、ハードボイルドに対して「ソフトボイルド（Soft Boiled）」とも呼ばれる。
狭義には女性向けの「気楽に読める」内容のコメディタッチのミステリをいう。
アガサ・クリスティの『ミス・マープル』シリーズなど、女性の素人探偵が活躍する作品が多い。
男性や警察官と対等に渡り合うタフな女性探偵を主人公に据えた作品に対して、タルト・ノワールという分類が提唱されている。

#### 安楽椅子探偵
探偵が事件現場に赴くことなく、情報として与えられた手がかりのみで事件を解決する作品やその探偵は安楽椅子探偵（アームチェア・ディテクティブ）と呼ばれる。
構造的に推理と関係の無い要素を描く必要がなく、論理的推理に特化することができるため推理小説の極北とも言われるが、依頼者や助手とのやり取りを描くこともあり、厳密にデータのみで勝負している作品は少ない。アイザック・アシモフの『黒後家蜘蛛の会』シリーズは参加者の議論を聞いていた給仕が謎を解くという形式である。
身体障害者や老人など証拠集めのため動き回れない者が探偵役、介助者が証拠集めなど探偵を助けるワトスン役と役をはっきりと分ける作品もある。
最初期の名探偵であるC・オーギュスト・デュパンは訪ねてきた警視総監から聞いた話で事件を解決するため、安楽椅子探偵に含まれることもある。小説ではバロネス・オルツィの『隅の老人』シリーズ、レックス・スタウトの『ネロ・ウルフ』シリーズ、アガサ・クリスティのミス・マープルものの短編集『火曜クラブ』（13作品のうち12作品まで）など。
サブジャンルとしてベッド・ディテクティヴがあり、こちらは怪我などで動けないため推理しか出来ないという設定である。シリーズものでは探偵役が怪我で動けなくなり、一時的に安楽椅子探偵となる作品もある。ジョセフィン・テイの『時の娘』、高木彬光の『成吉思汗の秘密』など。

#### 犯罪者視点
倒叙から派生した犯罪心理小説は犯罪者の内面に目を向け、殺人に至る過程を描く作品であり、サスペンスの要素も含まれる。アントニイ・バークリーの『殺意』、ジム・トンプスンの『内なる殺人者』など。
窃盗、詐欺、誘拐などで一攫千金を狙う姿を犯罪者の視点で描く作品は「ケイパー・ストーリー」と呼ばれ、警察や探偵を出し抜き大金を手にするという筋書きが多く推理小説とは別ジャンルとなるが、天藤真の『大誘拐』のように推理要素がある作品も書かれている。
犯人にされた無実の主人公が警察から逃れながら真犯人を捜す作品もある。
タフな女性犯罪者を主人公に据えた作品に対して、タルト・ノワールという分類が提唱されている。

#### ホラー/サスペンス/スリラー
恐怖を主題としたホラー、不安感を煽るサスペンス、スリルを表現するスリラーは必ずしも推理要素を含むとは限らないが、恐怖の様相を捜査や論理的な推理によって暴き出せば推理小説になりうる。殊にモダンホラー、サイコサスペンスといった、人間性や異常心理への恐怖を扱った作品では作例が多い。ジャンルとしては犯罪心理小説と重なる。
「孤島もの」や「館もの」で犯人への恐怖感を強めたり、探偵と犯人の頭脳戦をスリリングに描いたりするなど、他のジャンルに要素として取り入れられている。

#### 法廷推理小説
法廷など司法の場が舞台となるジャンル。検事や弁護士が主人公となって、被告人の犯行を立証したり、逆に無実を証明して真犯人を暴きだしたりする過程が描かれる。法廷が主要な舞台とは限らないため、「リーガル・ミステリー」とも呼ばれる。
E・S・ガードナーが書いたペリー・メイスンシリーズ、和久峻三の『赤かぶ検事奮戦記』シリーズ、ゲームの『逆転裁判』シリーズなど。法廷もののシリーズ作品以外にもカーター・ディクスンの『ユダの窓』や高木彬光の『破戒裁判』などがある。
法律の知識を活かせることから、中嶋博行、五十嵐律人、フェルディナント・フォン・シーラッハなど現役弁護士の作家も存在する。

#### 警察小説
警察官が主人公であるもの。謎解きそのものより警察の捜査活動の描写に重点が置かれる。警察官でありながら組織に反発する者が主人公だったり警察内の情勢や暗部を題材としたりしたものもある。必ずしも推理小説であるとは限らず、アクション、サスペンスの要素に重点を置くもの、警察組織への風刺をこめたもの、逮捕後に法廷ものへ移行するもの、交番勤務など地味な活動に焦点を当てたものなど様々な作品がある。国際犯罪や公安警察を題材とした作品はスパイ小説に分類されることもある。
初の警察小説は1868年にウィルキー・コリンズが発表した『月長石』とされる。
科学捜査を主題とした作品では鑑識官や法医学者が科学・医学の知識を元に推理する作品もある。シャーロック・ホームズシリーズでも医師であるワトスンが証拠調べとして補助することはあったが、探偵役となるのは同時期にライバル誌で連載していた法医学者のジョン・イヴリン・ソーンダイクが活躍する作品が初期の例とされる。ジャンルの初期からあるが科学の進歩により新しい捜査手法が登場しており、最新の知見を反映した作品が定期的に発表されている。
知識や実務経験をいかせるため、濱嘉之や佐竹一彦など元警察官の作家もいる。
日本警察小説は「ガラパゴス進化を遂げた」との見方もある。

#### スパイ小説
スパイの防諜活動を描くジャンル。エスピオナージュ（espionnage）とも呼ばれる。ジャンルとしてはハードボイルドや警察小説と重複する。
現実的な国際謀略を描いたものから、荒唐無稽なアクションまで多彩な作品が書かれており、前者の代表例はジョン・ル・カレのスマイリー・シリーズ、ロバート・ラドラムのボーン三部作、トム・クランシーのジャック・ライアン・シリーズ、フレデリック・フォーサイスのドキュメント・スリラー。後者の代表例としてはイアン・フレミングのジェームズ・ボンド・シリーズが有名。アクション要素が強い作品はスパイ映画の原作となることも多い。
推理要素は必須とされないが、要人を暗殺した犯人や護衛対象を狙う殺し屋を探すなどスパイ要素に絡めた作品もある。フレデリック・フォーサイスの『ジャッカルの日』は暗殺犯と警察の頭脳戦が主題となっており、エドガー賞の長編賞を受賞している。
スパイ・ミステリ・暗殺といった要素を内包する演劇のジャンルは外套と短剣とも呼ばれる。

#### 医療ミステリー
病院や診療所を舞台とし、主人公が医師や看護師などの医療従事者であるジャンル。
医学の知識を用いて謎を暴くのが基本であるが、架空の病気を題材としたSFに近い作品、医療制度の問題を描く社会派に近い作品など様々な作品がある。
知識や実務経験があるため、海堂尊や知念実希人など現役の医師が執筆する例もある。

#### 時代ミステリ
過去の時代を舞台としたもの。探偵役やワトスン役、容疑者や犯人・被害者役が史実上の実在人物という設定もある（織田信長、水戸黄門、千坂兵部など）。
日本では特に江戸時代を舞台にした「名奉行もの（お白州もの）」や「捕物帳」といったジャンルがある。「名奉行もの」は「法廷もの」の一種である。「捕物帳」は岡本綺堂の『半七捕物帳』を嚆矢とし、緊密な構成をもった本格物から江戸風俗の描写に力を入れたものまで幅広い。歴史ミステリと特に区別なく使用されることがしばしばある。
シャーロック・ホームズシリーズのように長く人気を保ち、後代の作家によって続編が書かれつづけた結果、時代ものとしての一面も持つに至った作品もある。

#### 歴史ミステリ
歴史上の謎に、現代の探偵役が資料などを元に取り組むもの。史実における謎を真面目に取り扱った作品も存在するが、多くはフィクションとしての面白さを狙った奇抜な回答が用意されることになる。純粋に歴史上の謎のみを解決することは少なく、ほとんどの作品では探偵役と同時代の犯罪事件の解決も付随している。退職した刑事が迷宮入りした過去の事件を再検討する作品は警察ものに分類される。
ジョセフィン・テイの『時の娘』、高木彬光の『成吉思汗の秘密』など。

#### SF/ファンタジー/オカルト
魔術師や超能力者が存在する状況、死者が甦る状況、宇宙の果てを航行する宇宙船の中、人類と異なる思考体系の知性体との共同社会など、現実世界ではありえない状況・環境を許容する世界観の中で発生した事件について、その世界観の下で論理的な捜査と考察を行えば推理小説になりうる。
日本ではこのような非現実的な状況下において論理的な推理で事件を解決する作品に対し、米澤穂信による『折れた竜骨』の後書きや解説から「特殊設定ミステリー」という用語が使われるようになった。日本では2020年代からヒットしているが、要因として超能力を利用した頭脳戦、デスゲームのような極限の状況下、複雑なルールのギャンブルを描いた漫画の影響が指摘されている。
論理性よりもSFや超能力の設定を重視し、ノックスの十戒では批判された（大半の読者には）理解出来ない高度な科学技術や、超能力による犯罪・解決をメインに据えた作品も多い。逆に特異な状況下でもノックスの十戒を守った作品や、読者には守っているか否かを明示しない作品もある。
SFミステリではロボットの殺人を禁じたロボット工学三原則を逆手に取った『鋼鉄都市』などアイザック・アシモフが多数の作品を執筆している。また未来を舞台に科学技術による犯罪と、進歩した科学捜査を駆使する警察を描いた「SF警察もの」も存在する。アルフレッド・ベスターの『分解された男』はテレパシー能力をもつエスパーが存在する世界の犯罪と警察活動を描いている。
サイバー犯罪のように執筆時点では空想であったが技術の進歩により現実となった例もある。
井沢元彦の『猿丸幻視行』のようにタイムトラベルを行う歴史ミステリもある。
ファンタジーミステリでは、密室で魔法使いが殺されたという事件を扱ったランドル・ギャレットの『魔術師が多すぎる』、マジックアイテムを用いた殺人事件を「嘘看破」の呪文を駆使して捜査する山本弘の『死者は弁明せず』などがある。
現実世界を舞台に幽霊や吸血鬼などオカルト・超自然的要素が絡む作品はオカルト・ディテクティブ・フィクション、サイキック・ディテクティブ、スーパーナチュラル・ディテクティブなどと呼ばれ、小説では西澤保彦の『神麻嗣子の超能力事件簿』や城平京の『虚構推理』、漫画では松井優征の『魔人探偵脳噛ネウロ』などがある。

#### パズル・ミステリ
事件の推理よりもトリックとなった暗号やパズルなどの謎解きに重点が置かれる作品。
ストーリーは重視されず、トリックが解けると結末は数行で纏められたり、そのまま作品が終了しその後が描かれない作品もある。舞台背景も重視されず、謎を成立させるために非現実的な設定（1人は必ず嘘をつき、もう1人は必ず真実を話す双子など）の作品もある。分量が少ないため短編集やショートショート集が多い。アイザック・アシモフの『ユニオンクラブ奇談』シリーズはショートショート集である。
ゲームブック形式もあり、1936年に発表されたデニス・ホイートリーの『捜査ファイル・ミステリー・シリーズ』は警察の捜査書類や証拠写真のページを読んで、袋とじになった解決編に書かれた犯人を当てるゲームができるようになっている。SCRAPは写真集から推理する『ミステリー写真集』や、道尾秀介と共作でセットになった捜査資料から推理する『DETECTIVE X』など物語性のある推理ゲームを刊行している。
ストーリーは無く数学パズルに簡単な設定を付けたものや、ほぼ論理クイズ（ロジックパズル）となっている作品もある。これらはクイズ集やパズル集として出版されており、多くはクイズやパズルの作家が執筆している。推理作家の作品としてドナルド・ソボルの『2分間ミステリ』シリーズは、1ページ程度の短い本文に全ての証拠が提示されおり、それを2分間の制限時間で推理するというクイズを集めた短編集である。
極端な例として、京都大学推理小説研究会はジグソーパズルと推理小説を組み合わせた『推理小説×ジグソーパズル 鏡の国の住人たち』を刊行した。
子供向け絵本の『いますぐ名探偵 犯人をさがせ！』は、最初から証拠と容疑者の素性提示されており、その情報から犯人を推理することで論理性を養うことを目的としている。
ジョン・ディクスン・カーの『三つの棺』に収録された「密室講義」や、江戸川乱歩の『類別トリック集成』などトリックの分類や解説をした評論もある。
なお、英語圏での分類である「パズラー（Puzzler）」「パズル・ストーリー（Puzzle Story）」は、ここでいうパズル・ミステリではなく、日本語での分類に則せば本格ものに近い。

#### 奇妙な味
推理小説とも怪奇小説ともつかない奇妙なもので、文学小説として分類されることもある。
推理作家でない作家が書くこともあり、ロアルド・ダールは短編を多数執筆した。

### 日本独自のサブジャンル

#### 社会派
一般に、社会性のある題材を扱い、作品世界のリアリティを重んじる作風を指す。事件そのものに加え、事件の背景を綿密に描くのが特徴。日本では1960年代から長らく主流が続いた。松本清張の作品がその代表とされる。1990年代以降は高村薫がこの代表である。

#### 新本格ミステリ
字義としては「新たな本格」であり、ミステリ史上いくつかの使用例があるが、日本では特に、1980年代後半から90年代にかけてデビューした一部の若手作家による作品群を指すことが多い。綾辻行人、有栖川有栖、法月綸太郎等がこの代表である。各作家による差異はあるが、一般に古典的ミステリ（特に本格もの）に倣った作風を特徴とする。ただし「新本格」という用語にはこれ以前にも別の用例があり、またミステリの拡散状況もあって、現在では歴史的な用語に近くなっている。

#### 館もの
歴史ある旧家の屋敷、古い洋館、ヨーロッパの古城、特殊な設計の建築物などを舞台としたジャンル。「館ミステリー」とも。日本では綾辻行人の「館シリーズ」のヒットにより人気となった。
クローズド・サークルの要素が強い作品、屋敷の因習や過去の惨劇をテーマとしたホラー要素が強い作品、特殊な設計を利用した物理・叙述トリックの作品がある。館はただの舞台となっている作品も多く、アガサ・クリスティの『スタイルズ荘の怪事件』は田舎の邸宅を舞台としているが、トリックは著者が得意とする毒物を利用している。
旧家の屋敷を舞台とした作品としては横溝正史の『本陣殺人事件』など、過去の因習に絡めた作品がある。
海外では古城や洋館を舞台とした作品が多く執筆されており、アガサ・クリスティの『そして誰もいなくなった』は孤島の洋館が舞台である。ホラー要素が強い作品としてはカーター・ディクスンの『プレーグ・コートの殺人』などがある。
特殊な設計の建物が舞台となった作品には、江戸川乱歩の『三角館の恐怖』や横溝正史の『廃園の鬼』『迷路荘の惨劇』などがあり、島田荘司の『斜め屋敷の犯罪』の文庫版解説（綾辻行人）から「異形建築もの」とも呼ばれる。周木律のように建築学を学んでいた作家が知識を生かした作品を発表している。
詳細な見取り図が描かれる作品もあり、周木律の「堂シリーズ」は著者が引いた図面が掲載されている。

#### メタミステリ
推理小説の形式自体を題材にした、あるいは利用した推理小説。曖昧に使われているが、広くいえば言語の自己言及性そのものに謎を見出す作品。小説中にAとBの2つの部分が交互に現れ、Aに現れる登場人物がBを、Bに現れる登場人物がAを執筆しているという合わせ鏡的プロット（有栖川有栖の「学生アリスシリーズ」と「作家アリスシリーズ」等）や、作中作を利用した再帰的構造の一番奥の部分が、全体の枠組みに言及する循環構造プロット、「探偵」「犯人」「ワトスン役」「読者への挑戦状」など推理小説の定義を利用したトリック、「登場人物一覧の虚偽」、著者・編集者・読者など小説外部の人間が犯人など商品としての書物自体を含んだプロットなどが挙げられる。
書籍の構造を利用した小説もあり、泡坂妻夫の『生者と死者―酩探偵ヨギ ガンジーの透視術―』は14箇所の袋とじがあり、そのまま読むと短編集、袋とじを開けると各短編が長編ミステリの一部になるという仕掛けがある。
本格作品（前述）の〈手がかりをすべて作中に示す〉ことが作中でどのように保証されるかを問題にしたプロット（「本格」としての解決の後、それが実は作中作であって、後日談があって、新たな捜査の進展があって、意外な真相がさらに明らかにされる、など）も含まれ、この種の推理小説自体の枠組みに対し疑念を呈する作品を「アンチ・ミステリー」（反推理小説）と呼ぶことがある。

#### 日常の謎
日常生活の中でふと目にした不思議な現象などについて、その理由・真相を探るもの。
犯罪の場合も「教室からある物が無くなった」など警察が関与するほどではない軽微なものであるため、コージー・ミステリや学校を舞台とする青春ミステリ（後述）など素人探偵が活躍する作品に多く採用されている。
殺人などの凶悪犯罪ではないため、読者の興味を引きにくいという否定的な意見もある。
代表的な作家に北村薫、加納朋子等がいる。

#### 青春ミステリ
主人公もしくはそれに近い人物に、思春期・青年期を迎えた人物を配したミステリ。多くは小説の進行に伴って、主人公およびその周辺の人物の成長が描かれる。学校を舞台とした学園ミステリの多くを包含する。当初ライトノベルやジュブナイル小説のレーベルで発表された推理小説は多くがここに属する。
古典的な代表作に赤川次郎の『セーラー服と機関銃』、小峰元『アルキメデスは手を汚さない』、栗本薫『ぼくらの時代』等があり、2000年代以降の書き手では米澤穂信、辻村深月などが著名である。
米澤穂信の「〈小市民〉シリーズ」、「〈古典部〉シリーズ」のような「日常の謎」系の作品から、桜庭一樹の『砂糖菓子の弾丸は撃ちぬけない』のように陰惨なテーマを扱ったもの、ごく普通の少女だった主人公が如何に推理力を育てたかを描く松岡圭祐の『万能鑑定士Qの事件簿』シリーズまで、作風は幅広く存在している。
児童文学との境界が曖昧で、はやみねかおるの「名探偵夢水清志郎事件ノートシリーズ」や松原秀行の「パソコン通信探偵団事件ノートシリーズ」は特に低年齢層に支持されている。
推理要素を持つ海外の作品にはエーリッヒ・ケストナーの『エーミールと探偵たち』、ドナルド・ソボルの「少年探偵ブラウンシリーズ」、1930年から著者を変えて続く「少女探偵ナンシーシリーズ」などの少女探偵ものがあるが、海外では児童文学やジュブナイル小説に分類される。『パイは小さな秘密を運ぶ』から始まるアラン・ブラッドリーの「少女探偵フレーヴィアシリーズ」の邦訳は創元推理文庫から一般向けの推理小説として出版されている。

#### トラベル・ミステリ
広義には、有名な観光地を舞台にするなど、探偵役が何らかの形で観光に関わる作品を指す。旅先の情景や風土といった旅行記的な要素も人気の一因で、テレビドラマや映画など、映像化に適したジャンルでもあり、その面での傑作も多い。日本では西村京太郎の多作によって、人気ジャンルの一つになっている。主に京都を舞台とした山村美紗の多作と多数のテレビドラマ化もこれに寄与している。
狭義には、鉄道や航空機などの交通手段を用い、その運行予定表の裏をかいたアリバイ工作の登場する作品。鉄道の場合時刻表を駆使したトリックが使われることが多く「時刻表もの」とも呼ばれるが、車両の構造を利用する例もある。特に日本では鉄道の定時性が極めて高く、国民の間で広く利用されていることが、このジャンルの成立と人気を支えている。
鮎川哲也が先駆的作品である『ペトロフ事件』で初めて列車の時刻表を用いて以降、時刻表ミステリが定番となった。松本清張は社会派とされるが、代表作のひとつ、『点と線』は、時刻表ミステリの代表的作品といえる。
海外では公共輸送機関の定時性が日本ほど厳密ではないため時刻表トリックは成立しにくいが、欧米では上流階級がクルーズ客船やクルーズトレインでヨーロッパや世界各国を長期間旅行し、様々な人間と乗り合わせるというシチュエーションは自然であるため、『オリエント急行の殺人』のような走行中の列車内で探偵が事件に遭遇する「動く密室」としての利用が多い。このような作品は通常、本格ものに分類される。

#### バカミス
日本における分類の1つで、リアリズムを意図的に無視したトリックなど結末の「バカバカしさを重視するミステリー」と、結末を知って「そんなバカな!!と驚くようなミステリー」の二つを意味が混在している。
前者の意味での代表作は蘇部健一の『六枚のとんかつ』など。

#### エロミス
推理小説に性的な描写やアダルトな展開を取り入れたジャンル。性が重要なキーワードとなる場合もあり、映像化不可能と宣伝される物もある。また、余りにエロティック過ぎてバカミスと称されることもある。
早坂吝は『○○○○○○○○殺人事件』など様々なジャンルにアダルト要素を組み込んだ推理小説を発表している。

#### イヤミス
読むと嫌な気分になるミステリー、後味の悪いミステリーのこと。謎解きだけではなく、人間心理を深くえぐる描写、どんでん返しの巧妙さなどが特徴である。社会派、ホラー、青春小説などジャンルは様々である。イヤミスという言葉を最初に使ったのは、霜月蒼とされ、『本の雑誌』2007年1月号で「このイヤミスに震えろ！」というタイトルの連載がスタートしている。
代表的な作家に湊かなえ、芦沢央、真梨幸子、秋吉理香子、貫井徳郎、桐野夏生らがいる。
さらに読後感が悪い「おぞましいミステリー」を略して「オゾミス」と呼称する例がある。

## 推理小説の用語

### 探偵役
犯人を捜したり推理する人物を指す用語。
推理小説では、シャーロック・ホームズのような私立探偵業を営む「名探偵」が登場して事件を解決するのが基本であるが、探偵業者が登場しない作品も多い。このため事件記者、警察官、検事、弁護士、保険調査員など犯罪に多く関わる職業も含め、推理小説における謎を解決する人物の総称として「探偵役」と表記する場合もある。特にその探偵役が主婦や学生など普段は犯罪と関わらない一般人の場合（いわゆる「日常の謎」派の探偵をのぞき）、「素人探偵」や「アマチュア探偵」と呼ぶことがある。「素人」や「アマチュア」とは「事件捜査の専門家ではない者」という意味で、自身の専門分野においては警察や探偵より上という人物もおり、素人探偵が専門知識で事件を解決する作品も多数刊行されている。
警察から依頼や情報提供を受けるなど協力関係にある探偵も多く描かれており、名探偵エラリー・クイーンはニューヨーク市警察の警視である父の協力を得て事件を解決する。世界初の名探偵とされるC・オーギュスト・デュパンは、知人の警視総監から依頼を受ける隠居者という設定であり、現代では素人探偵に分類される。警察からの依頼も受けるシャーロック・ホームズは「民間諮問探偵」(consulting detective) を自称している。
探偵役が単独とは限らず『トミーとタペンス』シリーズのように探偵がコンビを組む作品もある。また複数の探偵役が独自に推理した結果を終盤で一堂に会し披露し合う「推理合戦」は競争要素も加わり人気であるが、間違った推理を披露する探偵が名探偵のかませ犬として描かれることも多いため不満を持つ読者もいる。アイザック・アシモフの『黒後家蜘蛛の会』シリーズは最初から複数人が集まって議論が行われ、最後に給仕のヘンリー・ジャクスンが真相を明らかにして終わる。『名探偵なんか怖くない』のような推理合戦をパロディとした作品も刊行されている。
少年達が協力して謎に挑む「探偵団もの」はジュブナイル小説の人気ジャンルであり、はやみねかおるのようにこのジャンルをメインに活動する作家も多い。また、江戸川乱歩の『少年探偵団シリーズ』のように本格ミステリの作家による作品もある。大人向けとしては赤川次郎の『三姉妹探偵団シリーズ』がある。
警察小説では性格の違う刑事がコンビを組んで事件を捜査する「バディもの」が多く刊行されている。映像作品ではバディフィルムというジャンルを形成しており、『X-ファイル』『リーサル・ウェポン』『あぶない刑事』『相棒』などが人気シリーズとなっている。
終盤になって、物語の幕引きのためだけに登場する探偵役もおり、必ずしも作品の主人公とイコールではない。『名探偵登場』では当初、終盤になってシャーロック・ホームズとジョン・H・ワトスンが現れ、それまでスター俳優が演じる探偵たちの推理を全て否定し真相を明らかにして去っていくという展開（デウス・エクス・マキナ）を撮影したが、かませ犬に不満を持ったスターらの反発で別のバージョンが公開された。
麻耶雄嵩は『貴族探偵シリーズ』で「証拠集めから推理まで全て使用人に任せる」という「なにもしない探偵」、『神様ゲーム』ては序盤で推理過程を飛ばして犯人を指摘する探偵など、探偵の定義を利用したメタミステリ要素の強い作品を多く執筆している。
法月綸太郎により、「探偵役が提示した解決が真の解決であるかは作中で証明できない」という問題（後期クイーン的問題）が提起されている。これ以降、日本の新本格ミステリでは、不完全な推理しかできない探偵役、作中で推理の完全性が保証された名探偵など、問題を意識した作品が多数登場した。変則的な事例として『虚構推理』の探偵役は事件の真相ではなく「どうやって人々を納得させるか」を目的としており、推測が含まれると断言した上で納得できそうな解決を提示するという作風から議論を巻き起こした。

### ワトスン役
探偵役の助手や相棒、物語の語り部となる人物を指す用語。キャラクター類型ではサイドキックに該当する。
語源は『シャーロック・ホームズシリーズ』において、探偵役のシャーロック・ホームズの相棒であり語り部でもあるジョン・H・ワトスンから。
シャーロック・ホームズシリーズが商業的に成功した理由の一つとして、ホームズの奇抜な行動や核心となる手がかりをワトスンの視点で描写することにより、ホームズが推理を披露するまで読者の興味を引きつけたままに出来たことがあげられる。この形式はシャーロック・ホームズシリーズ以後、多くの推理小説で踏襲されたため「ワトスンと同等の役割」から「ワトスン役」と呼ばれることとなった。
単独とは限らず直属の部下や探偵事務所の職員という設定で複数人の場合もある。
医師でもあるワトスンのように専門知識を活かして積極的に手伝う者、完全な傍観者で語り部に徹する者などパターンが様々であるが、探偵役と違い必須の役回りではないため存在しない作品も多い。一方で、シリーズ作品の中には普段ワトスン役の人物が探偵役となるエピソードが執筆されることもある。また探偵役が主人公でワトスン役は毎回別人、逆にワトスン役が主人公で探偵役が毎回別人など、変則的な設定の作品も存在する。ワトスン役が毎回同じで、犯人も毎回同じなのはロード・ダンセイニ（ダンセイニ卿）の初期シリーズ作品。
ワトスン役が積極的に推理する作品も多く、相沢沙呼の『medium 霊媒探偵城塚翡翠』は探偵役が霊媒で得た真相を元に、ワトスン役が論理的な答えを構築するという設定である。

### 犯人
犯行を行った者。推理小説では基本的に犯人が不明のまま捜査・推理が行われ、最後に探偵が犯人を指摘することで物語が完結する。本格ものでは読者が犯人を推理するのが楽しみの一つとなっており、著者は様々な工夫で隠匿しているが、推理過程やトリックの解明、推理以外の要素（恋愛など）を重視した作品では犯人当ては重視されず、西村京太郎のように「犯人は印象に残りやすいように印象的な名前にしている」と公言する作家もいる。
単独とは限らず、既に死亡していることもある。人間ではないこともあり、動物に襲われたという真相も存在する。生物ではなく法律や制度などが真犯人という作品もある。
犯人が主人公という作品の中には自身が犯人だと認識していなかったり、文章を工夫し読者に悟られないようにしているなど、様々なパターンが生み出されている。
作中の手がかりから推理はできるが名指しされずに終わる作品もあり、東野圭吾の『どちらかが彼女を殺した』は講談社ノベルスから刊行された際に問い合わせがあったため、文庫化に併せて袋とじの解説を追加したが、解説でも明示はされていない。
鮮やかな手口や犯行予告など劇場型犯罪で厳重な警備下にある美術品を盗み出す者は怪盗と呼ばれ、シリーズものでは探偵や警察とライバル関係という設定も多い。江戸川乱歩の作品群では怪人二十面相が明智小五郎や少年探偵団とライバル関係にある。

### トリック
犯行が露呈しないようにする企みであるが、同時に「著者が読者に仕掛ける企み」とも捉えられる。推理小説は基本的に「探偵がトリックを見破り犯人を指摘する」形式の作品である。
物理的、心理的な手段の他、小説という形式自体の暗黙の前提や偏見を利用した叙述トリックもある。また偶然が重なり結果としてトリックとして成立した作品もある。
本格ものではトリックの現実性や厳密さ、それを暴く推理の論理性が重要とされフェア/アンフェアが論争となるが、ジャンルによっては重要視されない。

### 密室
外部から侵入できない空間。密室内での犯行（密室殺人）が発生し、犯人がどうやって外へ出たのかを探偵が推理する作品は「密室もの」と呼ばれる。密室殺人は「不可能犯罪」の一種である。特に本格推理小説では様々な工夫を凝らした密室が誕生している。
1892年に発表された『ビッグ・ボウの殺人』の序文において作者は「これまで出入りできない部屋での殺人を書いた作家はいない」と公言しており、本作が史上初の「密室もの」とされる。
犯行現場の周囲が泥や雪で覆われているが足跡がないトリックは「雪密室」と呼ばれ、「館もの」で使われることがある。
なお、列車・船舶・航空機など移動中に乗り降りできない場所は「動く密室」と呼ばれるが、後述のクローズド・サークルに分類されるもので「不可能犯罪」に分類されるものではない（ただし、クローズド・サークル内の全員にアリバイがある等、別の要因により「不可能犯罪」の様相を呈することがある）。探偵、被疑者、犯人が「動く密室」から出ないまま解決する作品もある。『ナイルに死す』ではナイル河を、『名探偵が多すぎる』は瀬戸内海を航行する船上で物語が進行する。

### アリバイ
被疑者が犯行に関わっていないことを示す証拠。推理小説では各被疑者のアリバイを検討して矛盾を見つけ、真犯人を指摘する「アリバイ崩し」というプロセスが一般的である。警察小説や法廷ものでは取り調べ時の『アリバイ崩し』が大きなウェイトを占める作品も多い。
本格推理小説ではアリバイを偽装する様々な手法が考案されている。
ミステリ用語の枠を越えて、広く一般に定着している言葉でもあるが、「のちの批判をかわすためのアリバイ作り」のように、「建前、弁明」の意味で使われることも多い。

### ダイイング・メッセージ
死亡した人物が死の間際に残したメッセージのこと。一般的には被害者によって犯人を示す目的で残されるが、これを逆手に取って「犯人による改竄や偽装」「記述のミス」「無関係の人物が書いた」などのバリエーションが考案されている。エラリー・クイーンの『シャム双生児の謎』ではダイイング・メッセージにより探偵が誘導されるが、犯人も意図しなかった結末を描いている。

### フーダニット、ハウダニット、ホワイダニット
事件の解明に必要な要素である犯人、犯行方法、動機のうち、どれの解明を重視するかによる分類。この3つの分類は、推理小説の興味の対象が、単なる犯人当てからトリックの面白さへと移り変わり、そして社会派へつながる動機重視に変わっていく、という推理小説の発展史と重なる。
フーダニット (Whodunit = Who (had) done it)
犯人は誰なのかを推理するのに重点を置いていること。
探偵役が多数の容疑者から真犯人を探り当てる過程を重視した形式で、クローズド・サークルにおける犯人当てや、警察小説での聞き込み捜査などが当てはまる。
ハウダニット (Howdunit = How (had) done it)
どのように犯罪を成し遂げたのかを推理するのに重点を置いていること。
犯人探しではなくトリックの解明を推理する過程を重視した形式で、警察小説の犯罪捜査や法廷ものにおけるアリバイ崩し、トラベル・ミステリにおける時刻表を利用したトリックの解明などが当てはまる。
ホワイダニット (Whydunit = Why (had) done it)
なぜ犯行に至ったのかを推理するのに重点を置いていること。
犯行方法ではなく犯人像のプロファイリングや動機の解明を重視した形式で、犯罪者である主人公の内面描写を重視した犯罪心理小説や、犯人が捕まった後の精神鑑定を描く警察小説などが当てはまる。また警察小説や法廷ものには物語途中で犯人が捕まり、取り調べや裁判における動機の解明を主題とする作品もある。
これらは相反する要素ではなく、二つもしくは全てを追求する作品もある。特に「密室もの」では、密室を構成するトリックの解明と犯行に及んだ人物の推理を平行して行う作品が多い。

### クローズド・サークル
外界とは隔絶された状況下で事件が起こるストーリー。過去の代表例から「嵐の孤島もの」「吹雪の山荘もの」とも呼ばれる。走行中の列車内など「動く密室」もクローズド・サークルに分類される。隔絶された理由を犯人の意図としてプロットやトリックに組み込んだ作品も多い。館を舞台としている場合は「館もの」にも分類される。
孤立した環境下ということで現実的な警察機関の介入や科学的捜査を排し、また容疑者の幅を作中の登場人物に限定できることから、より純粋に「犯人当て」の面白味を描ける利点があり、本格ものの作者やファンから好まれる傾向がある。シリーズものでは探偵やワトスン役を意図的に引き離す展開にも使われている。
探偵役やワトスン役も含めて、登場人物は殺人犯（かもしれない人物）と過ごすことになるため、推理よりもサスペンスを重視した作品もある。またホラー、サスペンス、スリラーなど他のジャンルでも使われている。
途中で外部から救援が来ることでクローズド・サークルが解消される作品もあり、救援に来た警察や医師の協力により必要な証拠が集まる、探偵が推理を披露する直前であり到着した警察は逮捕するだけ、逃げられなくなった犯人が逮捕される前に自殺するなど、様々なパターンが考案されている。
電話や無線通信、ヘリコプターの実用化により、孤島などでも通信や往来が以前より容易となったことから、「往来は出来ないが電話で探偵や警察のアドバイスが得られる」「何者かにより無線機が破壊された」「天候が回復するx日後にヘリコプターで向かう」など、これらを取り込んだ設定の作品も登場している。
「犯人が自分の犯行に気付いた相手をやむをえず殺害することになる」などの理由付けによって連続殺人事件へ発展、犯行が進むにつれ生存者が減少し、その中に犯人がいる（はずである）という恐怖を強調する作品もある。また、突き止められた犯人が凶暴化しパニックものへ移行する作品もある。
逆に言えば犯人にとっては「容疑者が限定される状況」で犯行を繰り広げるということであるため、なぜわざわざそうした危険を冒すのかという批判もあるが、それにいかに「合理的な動機」を与えるかもこのジャンルの醍醐味といえる。ストーリーによっては途中で殺害された人間の中に自殺した犯人がいて、その後の犯行は機械的なブービートラップなどにより行われたという結末もある。また犯人が捕まらないように脱出することを目標としている作品もある。
初期の作品であるアガサ・クリスティの『そして誰もいなくなった』は孤島で連続殺人が起きる設定である。
「素人探偵が警察を差し置いて犯人探しに取り組む」という設定を合理化することが容易であることもあってか、素人探偵や少年探偵の活躍する作品にも多く見られる。
本格ものには「孤島に建つ館の部屋で密室殺人が起きるという」二重構造の作品もある。『すべてがFになる』は孤島の研究所の密室で殺人事件が起きるが、通信が不可能となったためヘリコプターで救援を呼ぼうとするものの不可能となり、自力で通信を復旧させて警察を呼ぶという展開である。
映像作品では、舞台劇のように1つの場所や状況のみで物語が進行する「ワンシチュエーション」というジャンルがあり、スリラー要素を追加した「ソリッド・シチュエーション」という派生ジャンルも確立している。『キューブ』や『ソウ』のように登場人物が脱出方法を推理するなど謎解き要素が含まれる作品もある。

### 見立て殺人
犯人が死体や現場などをあるものに見立てる殺人のこと。殺人が絡まないものも含めて単に「見立て」とも呼ぶ。古くは江戸川乱歩によって「童謡殺人」と「筋書き殺人」に大別される。
読者に対し筋立て通りに殺人が行われるという異様な不気味さを狙ったもので本来はプロットに属するが、アガサ・クリスティの『ABC殺人事件』や横溝正史の『八つ墓村』のように見立て自体がトリックという例も古くからある。この場合には「犯人が偽装のために見立て殺人を装った」「見立てが中途半端で異なるものと認識され推理が迷走する」などがある。
「事件が起きた孤島に伝わる言い伝え通りの死因」「見立てが暗号となっており解くと次の被害者が分かる」など他の要素と組み合わせた作品もある。アガサ・クリスティの『そして誰もいなくなった』は孤島ものであると同時に童謡殺人でもある。

### 倒叙
通常の推理小説では、まず犯行の結果のみが描かれ、探偵役の捜査によって犯人とトリックを明らかにしていく。しかし倒叙形式では、初めに犯人を主軸に描写がなされ、読者は犯人と犯行過程がわかった上で物語が展開される。その上で、探偵役がどのようにして犯行を見抜くのか、どのようにして犯人を追い詰めるのかが物語の主旨となる。また、犯人の心理を描く時間が多く取れることで、一般的に尺が短くなりがちな動機の描写（通常は解決編の自白のみ）において、なぜ犯行に至ったのかという点を強く描写することが可能であり、犯罪心理小説で多く使われる。
隠匿に手を尽くす犯人側と推理を巡らす探偵側の視点を交互に描くことで頭脳戦を強調した作品や、終始犯人側の視点で進み、最初は犯罪心理、逮捕されてからは警察もの、裁判が始まると法廷ものとジャンルが変わっていく作品もある。
「どの時点で犯人が失敗したかを推理する小説」としても読めるため、犯人側の視点の描写を工夫する（犯行直後に物語が開始など）ことで読者と探偵役が得られる手がかりを公平とし、探偵役との頭脳戦を疑似体験できるようにした作品もある。漫画作品の『DEATH NOTE』は姿を隠す犯人である主人公と、犯人の正体を探る探偵の視点が交互に描写される。
英語では「inverted detective story（逆さまの推理小説の意）」「howcatchem（how catch them:どうやって彼（ら）を捕まえるかの意）」と呼ばれる。日本でも後述の『歌う白骨』が発表された黎明期には、馬場孤蝶が「逆の探偵小説」という言葉を使っていたと江戸川乱歩は回顧している。また、倒叙のうち、犯人は示されるがそのトリックや動機などが最後まで明かされないものを「半倒叙」と呼ぶことがある。
オースティン・フリーマンの短編集『歌う白骨』（1912年）でこの手法が初めて用いられた。ただし、ポーも倒叙ミステリとしても読める『黒猫』（1843年）や『告げ口心臓』（1843年）を著しており、ドストエフスキーの『罪と罰』（1866年）も、この形式に類する。推理小説そのものの歴史と同様に、その最初をどこに置くかについては諸説ある。1920年代から1930年代に全盛期を迎え、なかでもフランシス・アイルズ（アントニイ・バークリー）の『殺意』（1931年）、F・W・クロフツの『クロイドン発12時30分』（1934年）、リチャード・ハルの『伯母殺人事件』（1934年）は倒叙三大名作と呼ばれた。日本では乱歩が1925年に明智小五郎シリーズの2作目として短編『心理試験』を書いており、また乱歩は後に小論「倒叙探偵小説再説」（1949年）において倒叙作品の代表作に、上記三大作品以外ではイーデン・フィルポッツの『極悪人の肖像』を挙げている。
映像作品では「大物俳優に犯人役を演じさせたくても、下手をすれば配役だけで犯人がわかってしまうので、目立たないように複数の容疑者役も大物で固める」という予算的に難しい配役や、「演技への影響を抑えるため（真相が明らかになる）最終回まで犯人が誰かを俳優達に明らかにしないことで、犯人とされた役の演技が最終回とそれ以前とで矛盾が生じる」というジレンマを解消できるため、毎回異なる犯人が必要となる連続テレビドラマで多く使われる。特に『刑事コロンボシリーズ』や『古畑任三郎シリーズ』は、大物俳優が犯人役としてゲスト出演することもあり人気シリーズとなった。

### 多重解決
1つの事件に対して、何通りもの解決が並立的に与えられる趣向。どんでん返しの一種。
探偵が複数いる場合、推理合戦によって提示された異なる解決をそれぞれ検討し、誤答を排除するパートに移行して真相が絞り込まれる。
推理合戦で多重解決となった後、名探偵が登場して真の解決を提示する作品もある。「黒後家蜘蛛の会」シリーズでは議論が袋小路に陥る一歩手前で、会話を聞いていた給仕が真相を暴くという形式である。
アントニイ・バークリー『毒入りチョコレート事件』のように推理プロセスで各探偵の個性を強調する作品もある。
複数の探偵による推理合戦が基本であるが、三津田信三の『刀城言耶シリーズ』のように単独の場合もある。
どの答えも正解だったり真相か不明なまま終わったりする作品もある。芥川龍之介の『藪の中』も真相不明のまま終わる多重解決と見ることが出来る。

### 読者への挑戦状
作中で探偵役が犯人を指摘する「解決編」の前に「ここまでの部分で、推理に必要な手がかりは全て晒した。さあ犯人（もしくは真相等）を推理してみよ」という文言が挿入される演出があり、これが「読者への挑戦状」と呼ばれる。本格ものでは読者にも推理できるのが暗黙の了解となっているため、あえて書かない作品もある。挑戦状を使う作品では、前後に空白ページを入れたり章を区切る、袋とじにするなどして解決編が目に入らないようにする、挑戦状風のイラストや特殊なフォントを使うなど視覚的な演出を行う作品もある。
J・J・コニントンが1926年に発表した『或る豪邸主の死』で用いたのが最初であるが、エラリー・クイーンが1929年に『ローマ帽子の謎』から始まる「国名シリーズ」で使ったことで広く知られるようになり、他の作家も追随した。読者への挑戦状の後に続く解決編を袋とじとしたミステリは、1936年に発表されたデニス・ホイートリーの『マイアミ沖殺人事件』が初とされ、日本語訳では1959年に刊行されたビル・S・バリンジャーの『消された時間』とされる。
「国名シリーズ」、有栖川有栖の「学生アリスシリーズ」、横溝正史の『蝶々殺人事件』、高木彬光の『呪縛の家』、『人形はなぜ殺される』、東野圭吾の『どちらかが彼女を殺した』、『私が彼を殺した』のように本文で明示する作品もあるが、作者が「解決編の前で証拠が出揃っている」「読者の視点で推理可能」と序文や後書きで書いたり、インタビューで聞かれた際に答えたりするだけなど態度は様々である。読者への挑戦状が恒例となったシリーズでも挿入されないことがあり、「国名シリーズ」は9作品中『シャム双生児の謎』のみ挿入されていない。
雑誌連載では解決編まで掲載すると単行本が売れないことがあるため、西尾維新の『きみとぼくの壊れた世界』のように、推理できる証拠が揃う段階まで連載し、解決編は単行本にのみ掲載する例もある。
正解者に懸賞金やプレゼントが用意されることもあり、坂口安吾は『不連続殺人事件』の連載時に犯人を当てた者に解決編の原稿料を進呈すると発表した。また読者だけでなく、大井廣介、平野謙、荒正人、江戸川乱歩ら文人を指名した挑戦状も載せた。
古典的な本格ものの特徴とされるが、「変格」でも読者への挑戦状を載せる作品があり、メタミステリではトリックとして使われることもある。
犯人当て以外にも、パトリシア・マガーや貫井徳郎の『被害者は誰？』の「被害者当て」、都筑道夫による遺体の「発見者当て」などがある。
類似した仕掛けとしてビル・S・バリンジャーの『消された時間』の他にも『歯と爪』において、結末部分が袋とじとなっており「意外な結末が待っているが、未開封であれば返金に応じる」という文言を記している。

### 完全犯罪
犯行の手口が露見せず犯人が捕まらない犯罪。
多くの作品で犯人は完全犯罪を達成すべく行動するが、探偵によって見破られる。しかし、探偵が犯人を指摘できず完全犯罪が達成されてしまう作品もある。
完全犯罪が達成される経緯としては、偶然が重なって証拠が消え推理が不可能となる、無関係の人間が冤罪で犯人とされる、発覚はしないが事故で真犯人が死亡するなど様々なパターンがある。
江戸川乱歩は『赤い部屋』において手段として確実性はなく偶然性に頼るものの完全犯罪となるトリックを「プロバビリティーの犯罪」と命名し、作中で複数のトリックを登場させている。

## ジャンル名
日本では第二次大戦以前、英語の“Detective Novel”、“Detective Fiction”の訳語として探偵小説が用いられていた。「推理小説」の語は、1946年に雄鳥社が『推理小説叢書』（純文学や科学小説を含む広義のミステリ叢書）を発刊した時に、監修者の木々高太郎が第1回配本の後記で最初に用いた。「探偵小説」は、ジャンル名としては廃れていったものの、ロマン的な響きを持つため、未だ愛用している者も多い。または「名探偵」による推理と解決が中心であった時期の作品に限定して使うこともある。
なお、創始者のポー自身も似たような名前の「推理物語（tales of ratiocination）」と呼んでいた。
また、「ミステリー小説」（あるいは「ミステリ小説」）、もしくは単に「ミステリー（ミステリ）」とも呼ばれる。
イタリアではジャッロ（giallo, 黄色（黄表紙）、あるいは複数形でジャッリgialli）と呼ばれるジャンルに含まれる。フランスでは一般的にロマン・ポリシエromans policiersと呼ぶが、特にガリマール社刊行の推理小説シリーズを指してセリー・ノワールserie noire（黒いシリーズ）とも呼ぶ。

## 推理作家
推理小説を著す作家は推理作家、ミステリ作家などと呼ばれる。推理小説を専業にする作家と、他のジャンルの小説をも同時に手がける作家との2つに大きく分けられる。近年では、作家本人は推理小説を書いている意識がないのにも関わらず、読者や評論家から推理作家に分類される場合があるなど、書き手と読み手との意識のずれもみられる。前述のようにパズル・ミステリを執筆しているのはパズルやクイズ作家が多く、推理作家に分類されることはない。

## 推理小説の賞

### 日本国内
年間最優秀作品の表彰
- 日本推理作家協会賞
- 本格ミステリ大賞
- 翻訳ミステリー大賞
- 大藪春彦賞（推理小説に限らない）

個人に対する表彰
- 日本ミステリー文学大賞

公募新人賞
- 長編
  - 江戸川乱歩賞
  - 横溝正史ミステリ大賞
  - 鮎川哲也賞
  - 日本ミステリー文学大賞新人賞
  - 『このミステリーがすごい!』大賞
  - ばらのまち福山ミステリー文学新人賞
  - アガサ・クリスティー賞
  - 松本清張賞（募集は推理小説に限らない）
  - メフィスト賞（募集は推理小説に限らないが、推理小説の受賞が多い）

- 短編
  - 小説推理新人賞
  - ミステリーズ!新人賞
  - 北区 内田康夫ミステリー文学賞

### 日本以外
日本以外における推理小説の賞あるいは推理作家団体が主催する賞については、
「推理小説の賞#日本以外」もしくは「推理作家#推理作家の団体」を参照

## 推理小説の番付を行っている本・雑誌
- このミステリーがすごい!
- 本格ミステリ・ベスト10
- 本格ミステリこれがベストだ!
- 本格ミステリー・ワールド（黄金の本格）
- ミステリが読みたい!
- 週刊文春ミステリーベスト10
- 文庫翻訳ミステリー・ベスト10

## 推理小説を主に扱っているレーベル

### 四六判
- ミステリ・フロンティア
- ハヤカワ・ミステリワールド
- ミステリー・リーグ

### ノベルズ
- 講談社ノベルス
- カッパ・ノベルス
- ハヤカワ・ポケット・ミステリ
- ジョイ・ノベルス

### 文庫判
- 講談社文庫 - メフィスト賞受賞作家の作品などが収められる。
- 宝島社文庫 - 『このミステリーがすごい!』大賞受賞作家の作品などが収められる。
- 創元推理文庫
- ハヤカワ文庫
- 光文社文庫